# София
Софи́я (болг. Со́фия [ˈsɔfijə], от греч. σοφία — мастерство, мудрость) — столица и крупнейший город Болгарии. Административный центр городской области София и его единственной общины Столична. Город находится на 13-м месте по количеству жителей в Европейском союзе.
Население — 1,38 млн человек (2022 год), тогда как население всей общины составляет 1,5 млн человек. Согласно переписи 2011 года, около 91,4 % всех жителей составляют этнические болгары, а во всей общине Столична этот процент достигает около 96,4 %. Расположена на западе Болгарии, на южной окраине Софийской котловины, у подножия горного массива Витоша. Климат — умеренно континентальный.
София названа в честь позднеантичной раннехристианской соборной церкви города «Святая София». Однако праздник города приходится на 17 сентября, когда Православная церковь чтит память святых мучениц Софии, Веры, Надежды и Любови. Дата была установлена как праздник Софии решением городского совета Софии от 25 марта 1992 года.
Узел железных дорог, имеется международный аэропорт, метрополитен (с 1998 года), трамвай (с 1901 года), троллейбус. В Софии сосредоточено около 1/6 общеболгарского промышленного производства (машиностроение, металлургия, химическая, резиновая, целлюлозно-бумажная, пищевкусовая, лёгкая промышленность).
В XVI—XVIII веках являлся вторым после Константинополя торговым центром Балканского полуострова.
София была объявлена столицей 3 апреля 1879 года Учредительным национальным собранием по предложению профессора Марина Дринова как старый болгарский город, удалённый от турецкой границы и расположенный в центре болгарской этнической территории.
Девиз столицы — «Растём, но не стареем». Он был вписан в 1911 году на гербе Софии, созданном в 1900 году, а в 1928 году украшен лавровыми ветвями с обеих сторон. Символами, изображёнными на гербе, являются столица: Ульпия Сердика (римская императрица Юлия Домна), гора Витоша, собор Святой Софии и золотой балдахин с Аполлоном-целителем; среди них лев в центре и крепостная стена с 3 башнями наверху.

## Этимология
Город основан в I веке н. э. в составе Римской империи под названием Се́рдика — название от фракийского этнонима «се́рды». Пришедшие в VI веке славяне переосмыслили название в форме Сре́дец («середина», из основы -серед и суффикса -ец). В XI веке после захвата города Византией город переименован в Триа́дицу, в честь Троицы, но это название не прижилось. С конца XIV века в употребление входит название София, данное по собору Святой Софии.

## История

### Античность

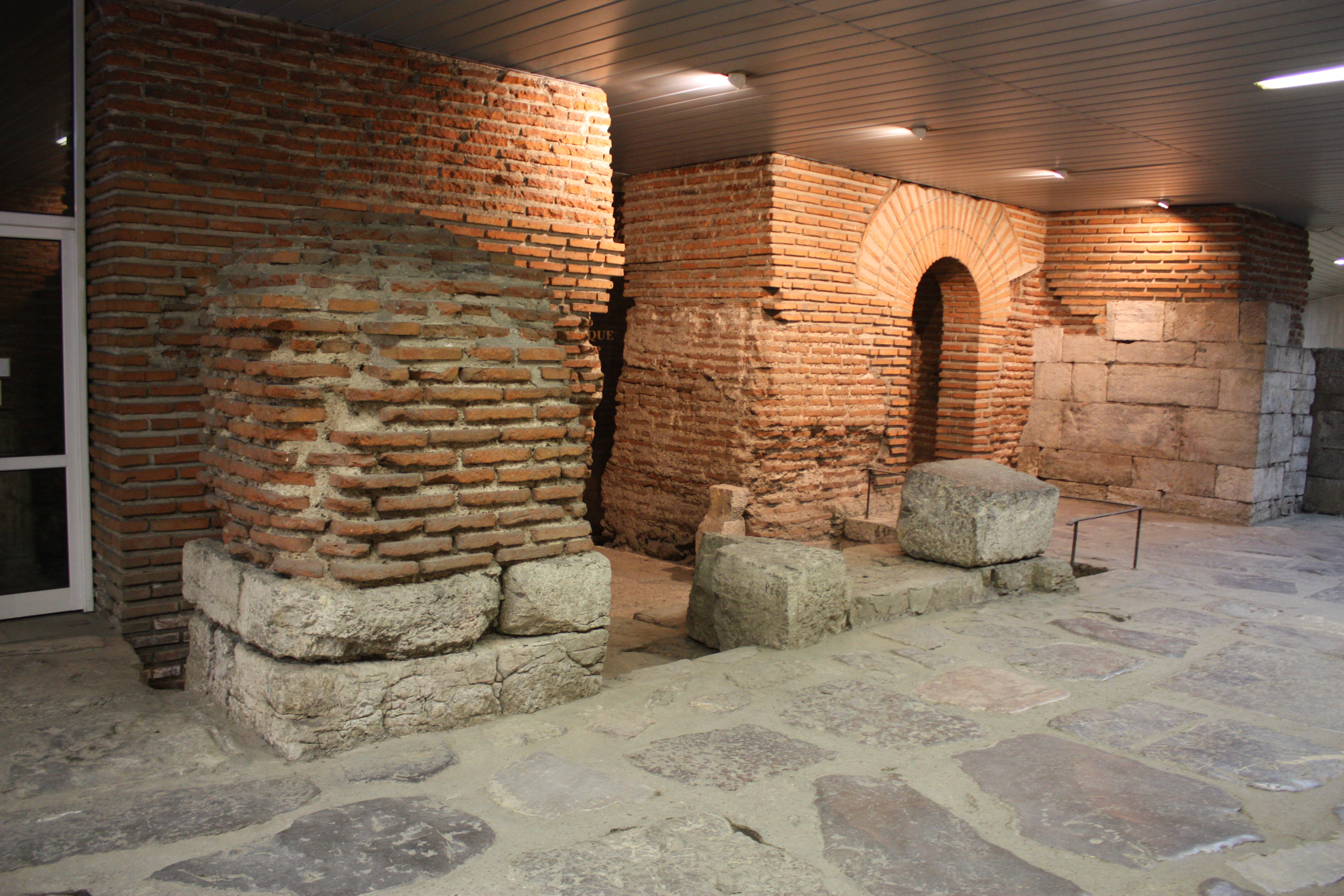
Восточные ворота Сердики в «Комплексе Древней Сердики»

В I в. н. э. здесь возникло римское поселение Сердика, названное по имени населявшего эту местность фракийского племени сердов.
В I—IV веках Сердика являлась административным центром римской провинции Фракия. Он был любимым городом императора Константина I Великого (306—337 годы). Императорский двор долгие годы находился здесь и отсюда управлял империей. История сохранила слова императора: «Сердика — это мой Рим», сначала он хотел устроить здесь столицу Римской империи — «Новый Рим», но стратегическое место Византий всё-таки победило. В результате религиозной реформы императора Константина I Сердика стала и местом пребывания епископа. Здесь в 343 году в соборе св. Софии состоялся Сердикийский собор, которой церковь рассматривает и как продолжение I Никейского собора. В 357 году римский историк Аммиан Марцеллин определил город как «большой и неприступный».

### Средние века
В V—VI веках во время Великого переселения народов город переживает нашествия варварских племён и в 441 году был опустошён гуннами.
В середине VI века, во время правления императора Юстиниана I Великого (527—565 годы), Сердика возрождается как важный административный центр Византийской империи под именем Триадица. Только в религиозном отношении город был подчинён архиепископству, центром в деревне Prima Justiniana (возможно, где-то рядом с современным городом Охрид на территории современной Северной Македонии), где родился сам император Юстиниан.
В 809 году город вошёл в состав Болгарского царства под названием Средец (от лат. Serdica > ст.‑слав. Срѣдьць). Падение Средеца, однако, похоже, произошло без серьёзных разрушений, оно не привело к большим изменениям в городе, лишь вокруг крепостной стены появилось множество находок керамики, которую некоторые исследователи определяют как характерную для славян Балканского полуострова, иногда не останавливаясь на его фракийском и болгарском облике. В самом конце IX или первой половине X века церковь Святого Георгия была полностью перестроена. Город посетил царь Пётр I, по просьбе которого канонизированный отшельник святой Иоанн Рыльский Чудотворец, прозванный Болгарским Небесным Покровителем, был погребён в Средице сразу после своей смерти в 946 году. После восстановления болгарского государства в 1185 году епископ Средеца возводится в сан митрополита.
В конце X века Средец был центром владений одного из комитопулов — Арона. После взятия столицы Преслава в городе на некоторое время поселился болгарский патриарх Дамиан. Летом 986 году Средец в течение 20 дней осаждал лично император Василий II, а на обратном пути во Фракию потерпел тяжёлое поражение у Траяновых ворот. Только в 1018 году, после смерти последнего царя Первого Болгарского царства Ивана Владислава, воеводы 35 крепостей, в том числе Средец, добровольно признали главенство византийского императора.

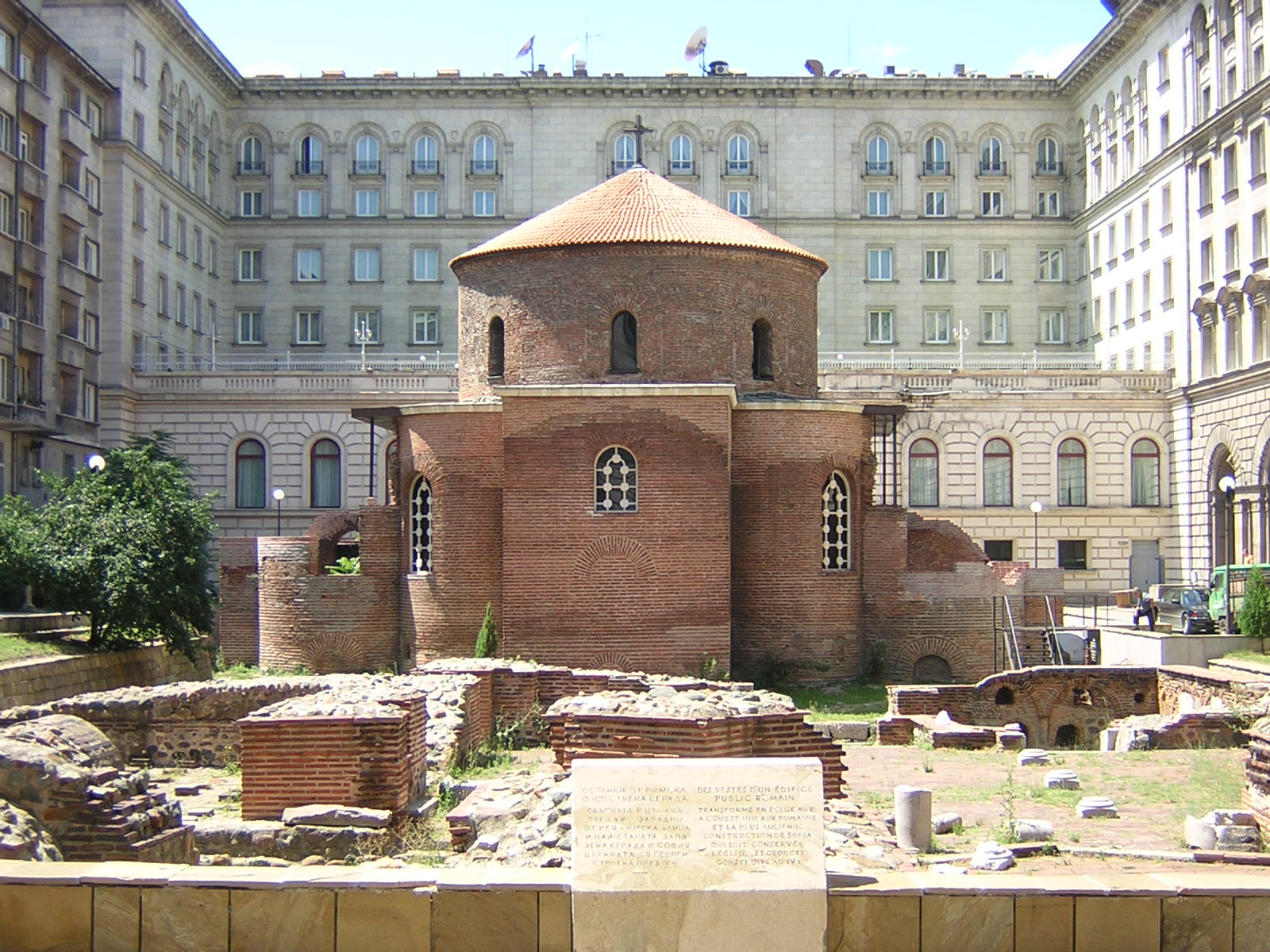
Античная Сердика — Ротонда Святого Георгия и руины резиденции императора Константина I Великого

В 1040 году город попал под контроль повстанцев Петра Деляна, и для подавления мятежа сюда прибыл лично император Михаил IV. После 1048 году византийские власти поселили на Софийском поле значительное число печенегов, часть которых, вероятно, поселилась и в городе. В 1059 году в Средец прибыл император Исаак I Комнин с большой армией, чтобы остановить продвижение венгров к городу, но стороны достигли соглашения без крупного военного столкновения. В конце 1066 или начале 1067 года наместником Средца был назначен будущий император Роман IV Диоген.
В 1183 году Средец был захвачен и опустошён объединёнными силами сербского великого князя Стефана Немани и венгерского короля Белы III. В 1189 году через Средец и его окрестности прошёл северный луч Третьего крестового похода — войска императора Фридриха I Барбароссы, неожиданно для них оказавшиеся в покинутом Средецком городе, без «рынка, продовольствия и вина», были вынуждены продолжить свой путь через Пловдив в Адрианополь и Константинополь, измученные и крайне разочарованные.
В 1194 году Средец был навсегда присоединён ко Второму Болгарскому царству Иваном Асеном I.
В 1382 году город был захвачен османами и вошёл в состав Османской империи.
В конце XIV века город получил название София (по церкви святой Софии).

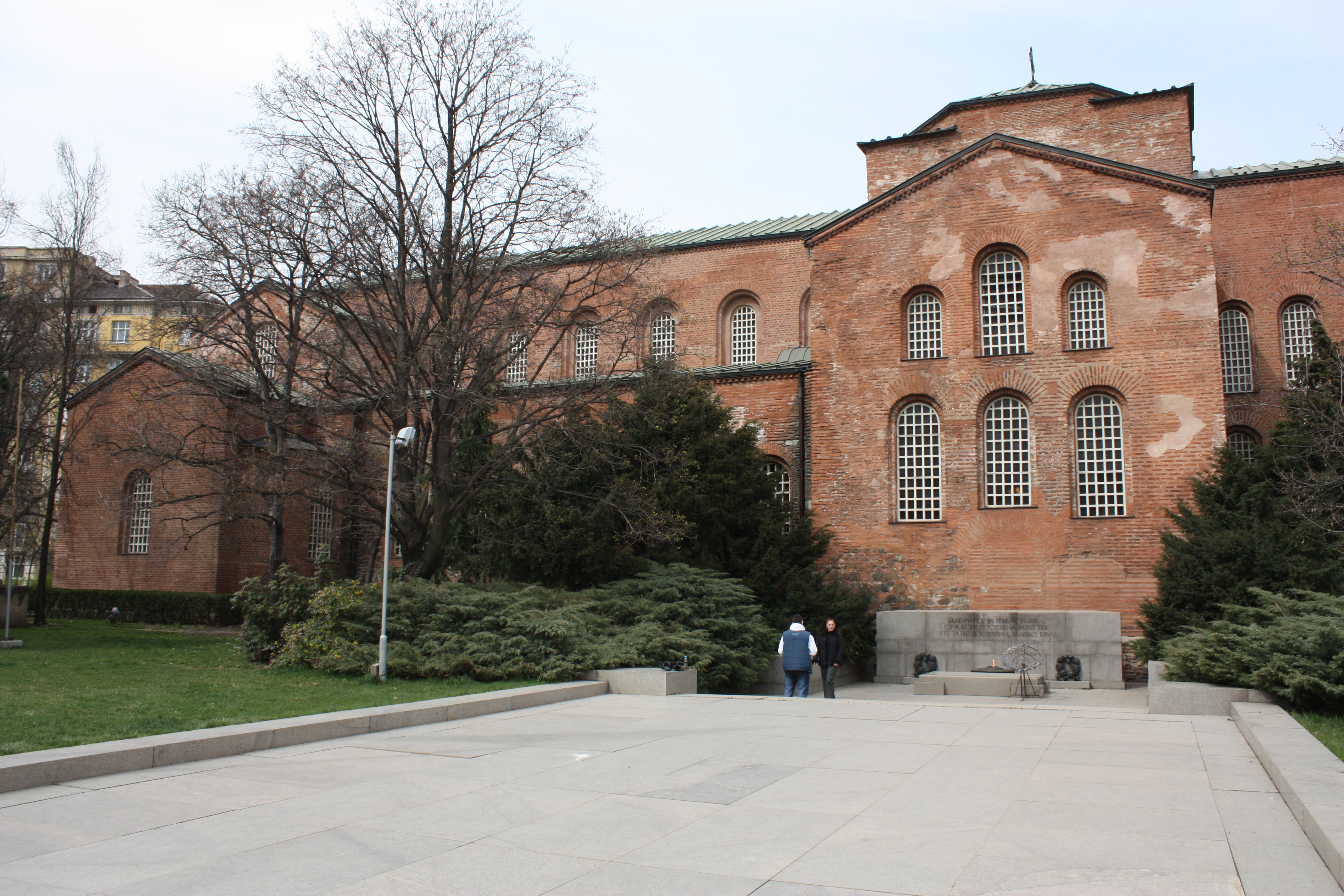
Храм святой Софии, от которого город получил современное название

Летом 1443 года город был взят, разграблен и сожжён польско-венгерскими войсками Владислава III, но в дальнейшем восстановлен и стал важным центром империи. Здесь находилась резиденция бейлербея Румелии, правящего европейской территорией Османской империи и, таким образом, город стал важнейшим, после Константинополя, османским городом в Европе. Однако в это время соборная Св. София было переоборудована под мечеть, а епископским центром стал храм св. Марины.

### Новое время
В 1530 года София стала столицей (до 1836 года) Румелийского эялета (до 1590 года использовался термин бейлербейство), охватывавшего центральную часть Балканского полуострова от Восточной Фракии до Померании и Эпира. Следующее столетие было периодом экономического подъёма, когда в городе процветали многие ремесла, а монеты чеканились впервые со времён античности с использованием в основном золота и серебра, добытых на рудниках вокруг Чипровцев. С середины 15 века и в основном до 16 века в городе были построены впечатляющие общественные здания, такие как мечеть Буюк (1451—1494), мечеть Челеби (1502), расположенная рядом с Конак, Коджа Дервиш Мехмед Мечеть Паши (1528), которая сейчас является церковью, а сегодня мечеть Баня Баши (1567), построенная самым известным османским архитектором Мимаром Синаном. Известны названия ещё десяти мечетей Софии, но, по данным авторов того периода, их насчитывается около 150.
С XVII века София постепенно начала приходить в упадок вместе с закатом Османской империи и окончанием великих походов в Центральную Европу, для которых город был важным отправным пунктом. Многие общественные здания были запущены, древняя водопроводная система находилась в плохом состоянии и во многих местах была заменена колодцами. В конце века город покинули дубровницкие и итальянские купцы, уехала часть еврейских купеческих семей, а также высокопоставленные турецкие чиновники, но в то же время и выехали в окраины. В 18 веке бейлербеи Румелии стали периодически проживать в Битоле, официально ставшей центром Румелийского эялета в 1836 году.
Восстание епископов в Софии и Самоковско вспыхнуло в 1737 году и было подавлено в конце июля — начале августа 1737 года по приказу Али-паши Кюпрюлюоглу. Около 350 софийцев, священников, монахов и жителей окрестностей сёл были убиты, в том числе митрополит Самоковский и Софийский Симеон, повешенный в Софии турками 21 августа 1773 года — он девятый святой Софийский.
В 1738 году население Софии, как и всех важных городов европейской части Османской империи, было преимущественно турецким.
В ходе Болгарского Возрождения в Софии развивалась культурная деятельность болгар — Софийская литературная школа XVI в.; «Малая святая гора» — вокруг города было кольцо из более чем 50 монастырей, из которых свыше 20 существуют до сих пор.
С 1859 года начались торжества в честь славянских первых учителей святых Кирилла и Мефодия.

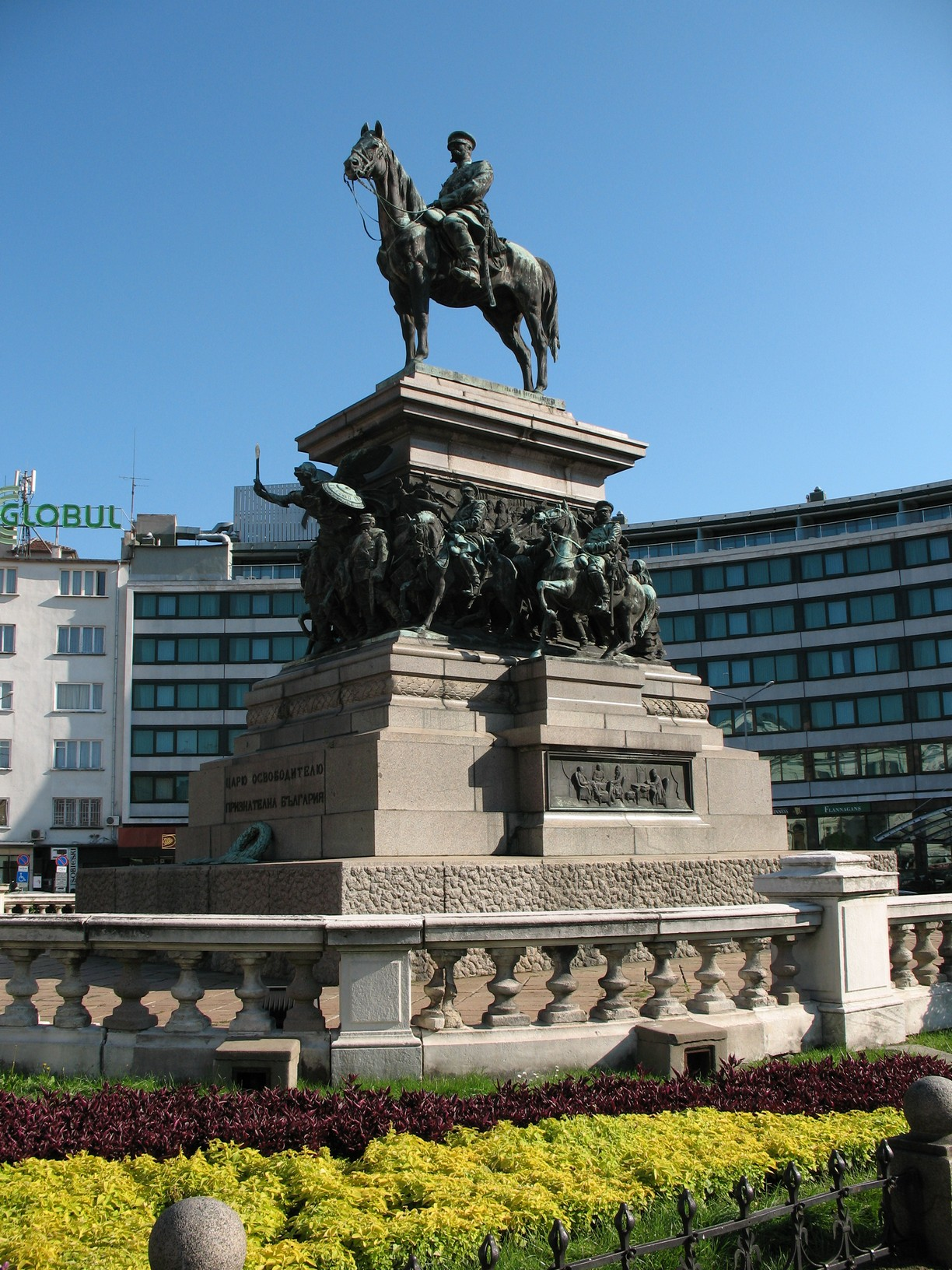
Памятник Царю-освободителю

Город стал важным центром освободительного движения. В 1870 году Васил Левский организовал в городе подпольную организацию (но 27 декабря 1872 он был схвачен турецкой полицией и казнён, а подпольная организация была разгромлена).
При отступлении турецких войск во время русско-турецкой войны в конце 1877 года турецкий полководец Сулейман-паша запланировал полное сожжение города, аналогичного Стара-Загоре, при котором резня христианского населения стала неизбежной. Категорическое вмешательство консулов Леандра Легге и Вито Позитано, а по неподтверждённым данным, и заступничество софийского раввина Габриэля Меркадо Альмоснино спасло город от пожара. Действия по защите города поддержал и консул Австро-Венгрии Йозеф Вальхардт. Тем не менее российские и иностранные корреспонденты обнаружили 16 виселиц, на которых болгар казнили до последнего момента перед входом освободительных войск.
В ходе русско-турецкой войны 1877—1878 гг. русские войска заняли город 22 декабря 1877 года, 20 октября 1878 года из Пловдива в Софию было переведено Временное русское управление в Болгарии.
В самом начале нового года, 4 января 1878 г. (23 декабря 1877 г. по старому стилю), после битвы под Софией, в город вошли русские части под командованием генерала Иосифа Гурко. В феврале 1878 года население города уменьшилось почти вдвое по сравнению с довоенным периодом и, по данным муниципалитета, составляло 11 694 человека, из них 6560 болгар, 3538 евреев, 839 турок и 737 цыган.

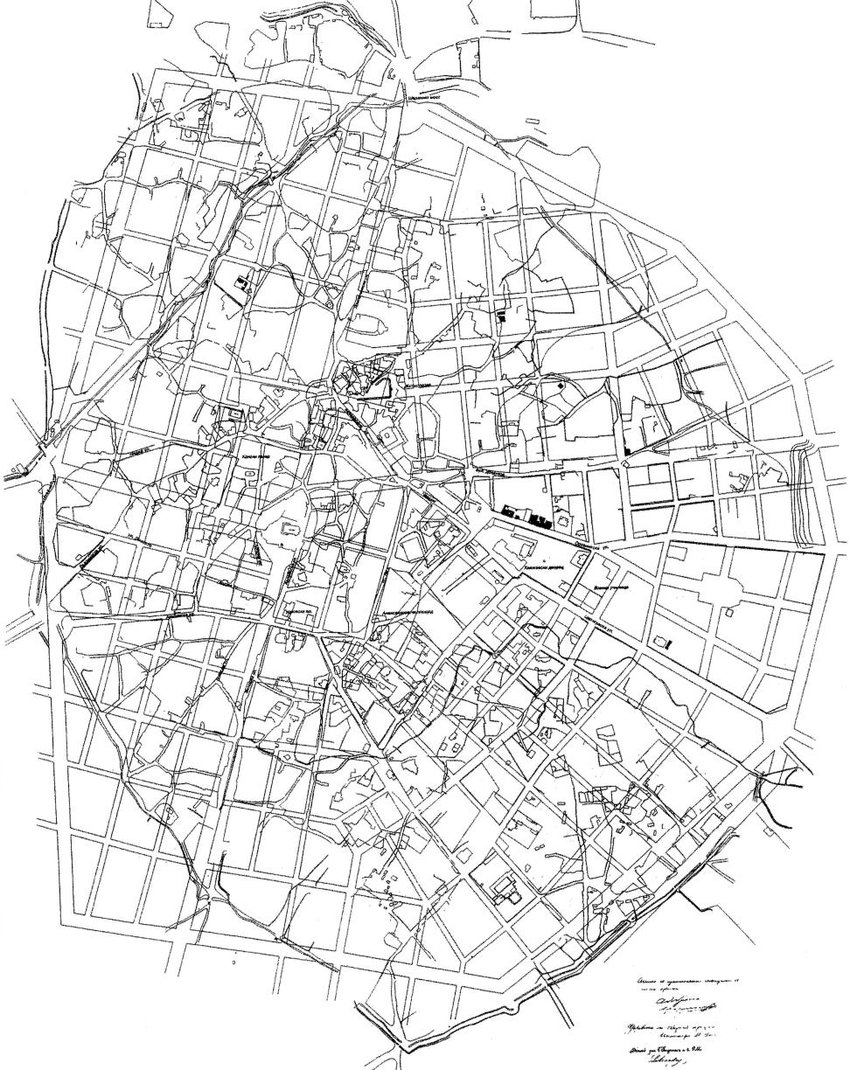
Первый градостроительный план Софии, подготовленный под руководством Н. Н. Копыткина в 1881 год

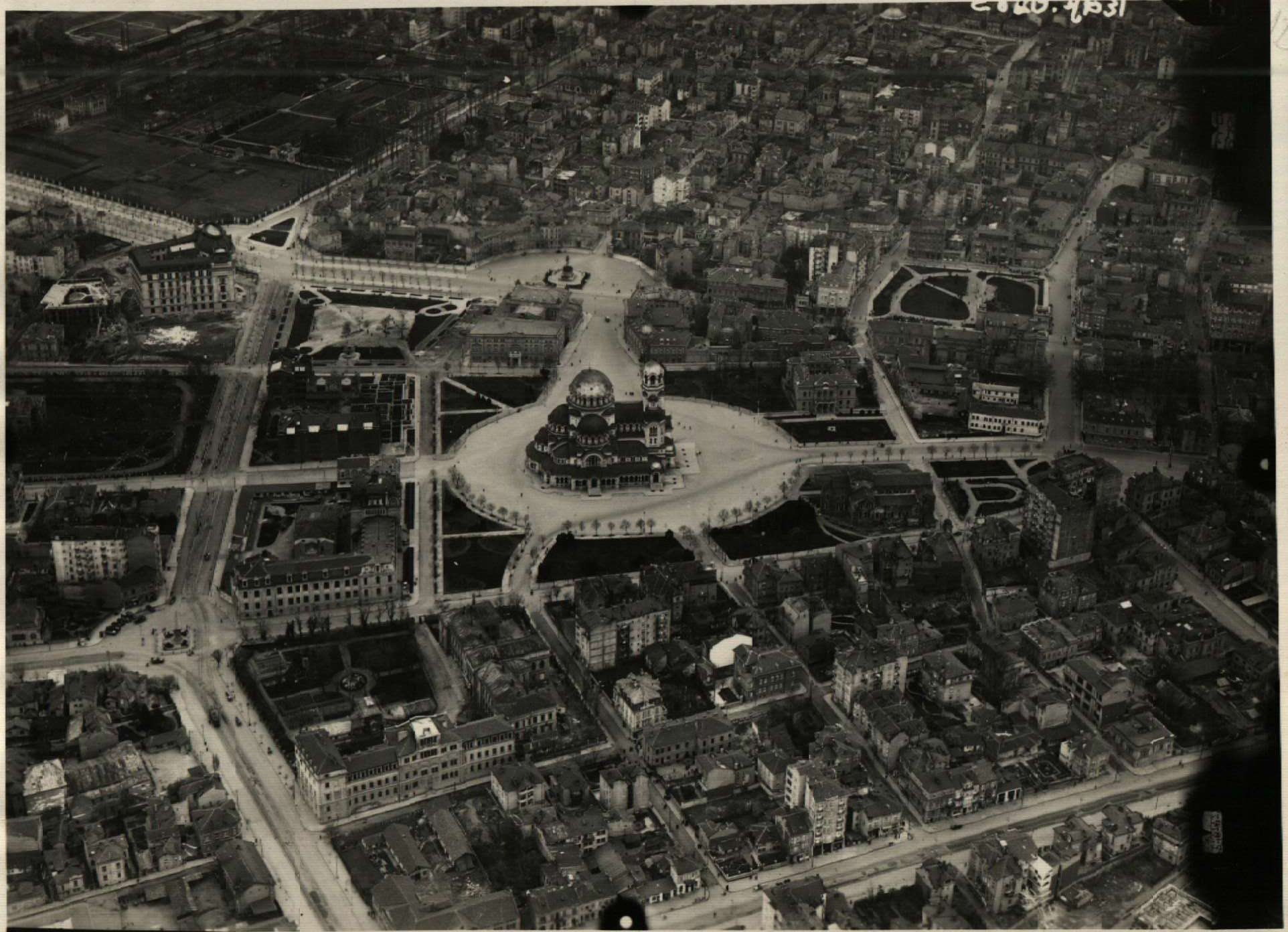
Вид Софии с высоты, 1930 год

3 апреля 1879 года София стала столицей Княжества Болгарии. Первоочередная заслуга в этом принадлежит профессору Харьковского университета болгарскому историку Марину Дринову, принимавшему деятельное участие в создании нового государства (представители Австро-Венгрии выступали за то, чтоб сделать столицей Велико-Тырново).
В дальнейшем численность населения города и его значение как торгового и промышленного центра быстро увеличивались, однако и к началу XX века промышленность в Софии была развита слабо.
Центр города стал перемещаться с площади у мечети Баня Баши на площадь вокруг собора св. Крал (нынешняя церковь «Света Неделя»), где четыре основные дорожные артерии Се(а)рдика-Средец-София сходятся под прямым углом с античных времён. Образовались широкие радиальные бульвары, а небольшие кривые улочки сменились параллельными квартальными улочками, пересекающимися под прямым углом. Исторический центр Софии охватывает территорию, заключённую в пределах бульваров Сливница, Васил Левски, Патриарх Евтимий, Христо Ботев — другими словами, территорию города с момента сразу после провозглашения Софии столицей Болгарии в 1879 году. Вокруг Княжеского дворца (позже Королевского дворца) и Национального собрания сформировался представительный центр города, а район стал центром не только политической жизни, но и культурных и общественных мероприятий. В 1907 году рядом было открыто здание Национального театра. Бульвар Царя Освободителя в начале XX века был вымощен знаменитой «жёлтой брусчаткой», соединяющей Дворец с площадью Народного собрания и памятником русскому царю Александру II (Царь Освободитель), далее бульвар доходит до начала из них образовался в конце XIX века новый квартал учителей, политиков, юристов и офицеров. В этом направлении произошло первое более серьёзное расширение города — к руслу Перловской реки и Орловскому мосту.
Началась также концентрация капитала и развитие промышленности, строительство предприятий горнодобывающей, металлургической, пивоваренной и деревообрабатывающей промышленности. В большинстве случаев открывались небольшие фабрики и мастерские. К концу века на реке Искыр над Панчарево была построена первая гидроэлектростанция, которая обеспечивает электроэнергией город. В 1893 году была построена железная дорога София-Перник, а затем на Пловдив и Варну.

### Новейшее время
В Великий Четверг 16 апреля 1925 года в Софии было совершено нападение на церковь «Света Неделя» оперативниками военного крыла БКП. 170 человек погибли, 500 получили ранения.
В 1929 году здесь начало работу первое в стране предприятие по изготовлению изделий из каучука (в дальнейшем — завод автомобильных шин). В 1938 году был принят план городского развития («План Мусмана»), разработанный профессором Адольфом Мюсманном, который предусматривал благоустройство города, когда население вырастет до 600 000 жителей.

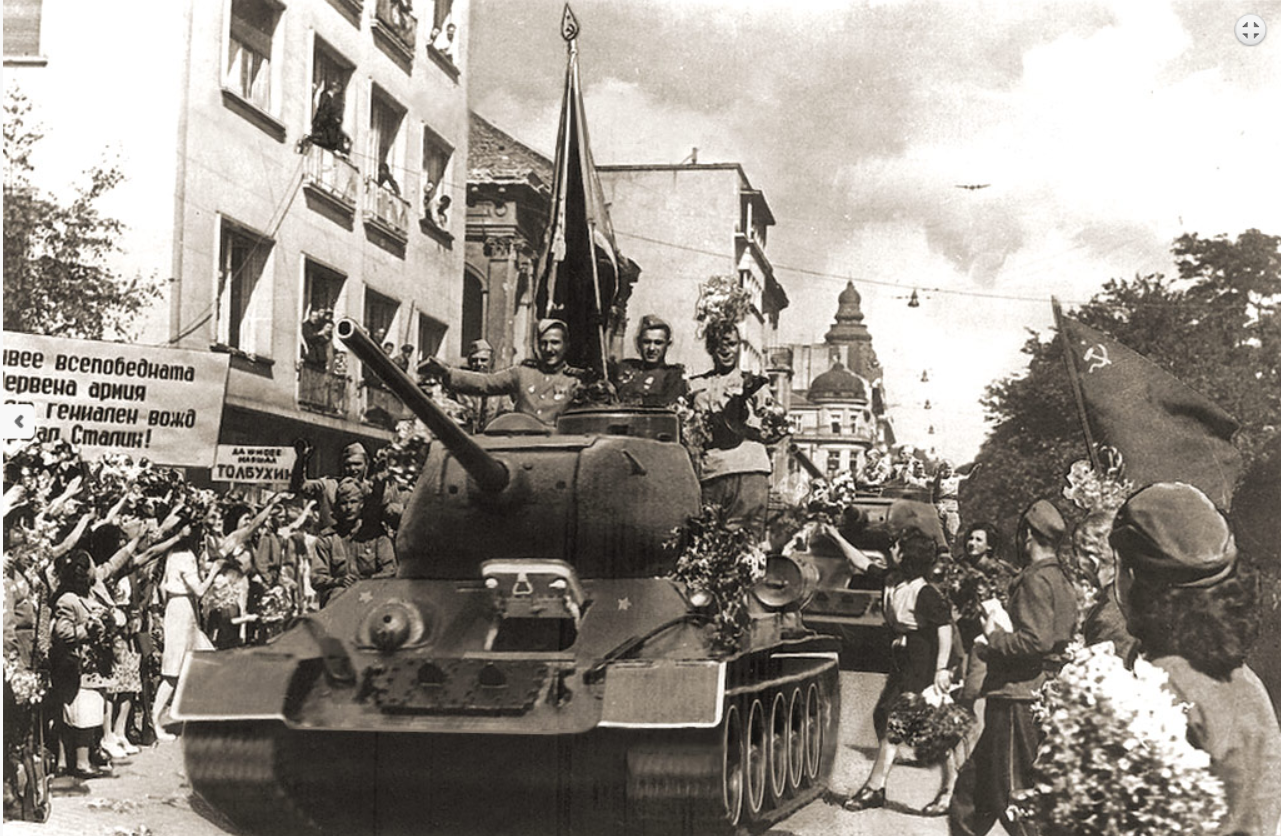
Красная Армия вступает в Софию в 1944 году

Во время Второй мировой войны, в начале которой Болгария объявила войну Великобритании и Соединённым Штатам, британская и американская авиация нанесла тяжёлые бомбардировки Софии. В основном пострадали гражданские объекты, такие как Национальный театр, церковь Святого Спаса XI века, городская библиотека, католический собор св. Иосифа, Духовная академия, взорваны и сожжены тысячи жилых домов, центр города была разрушен, из софийского населения было убито более 2000 человек и разрушено 12 657 строений. Эвакуировали Софию — больницы, аптеки, государственные и муниципальные учреждения, школы, архитектурные бюро, строительные компании и т. д. нашли убежище в городах и сёлах ближних и дальних в течение последних двух лет войны. Мужчины были мобилизованы на фронт в последовавшей войне против Третьего рейха. В столицу они стали возвращаться только после 9 мая 1945 года — во второй половине 1945 года. Весь 1946 год Болгарии, в том числе начало 1947 г. было посвящено трудным переговорам по Парижскому мирному договору. В течение следующих 4-5 лет государство и его столица были перестроены по советскому образцу и диктату, что практически парализовало в то время всякую государственную, муниципальную и частную инициативу.
В 1945 году был утверждён новый генеральный план застройки столицы, т. н. план «Нейков».
В 1947 году на базе главных железнодорожных мастерских был создан локомотиво- и вагоноремонтный завод «Георгий Димитров».
После референдума 1946 года Болгария была провозглашена народной республикой и была создана власть патриотического фронта, существенно изменившая облик столицы. Его численность стала быстро расти, в основном за счёт централизации и коллективизации. Тяжёлой промышленности и индустриализации стали уделять больше внимания, продолжалось городское планирование и жилищное строительство. В 1958 году был введён в эксплуатацию завод «Кремиковци». Стала расширяться и обновляться дорожная сеть и городской транспорт. В 1970-х архитекторам удалось бороться с прежними планами расчистки центра города под новую социалистическую застройку, согласно которым старые здания подлежали сносу (комплекс «Ларго»). Таким образом, от разрушения были спасены бывший царский дворец, Военный клуб, БАН и другие здания у Центральных залов, Женского рынка, Львова моста, по улицам Пиротска и Экзарха Иосифа.

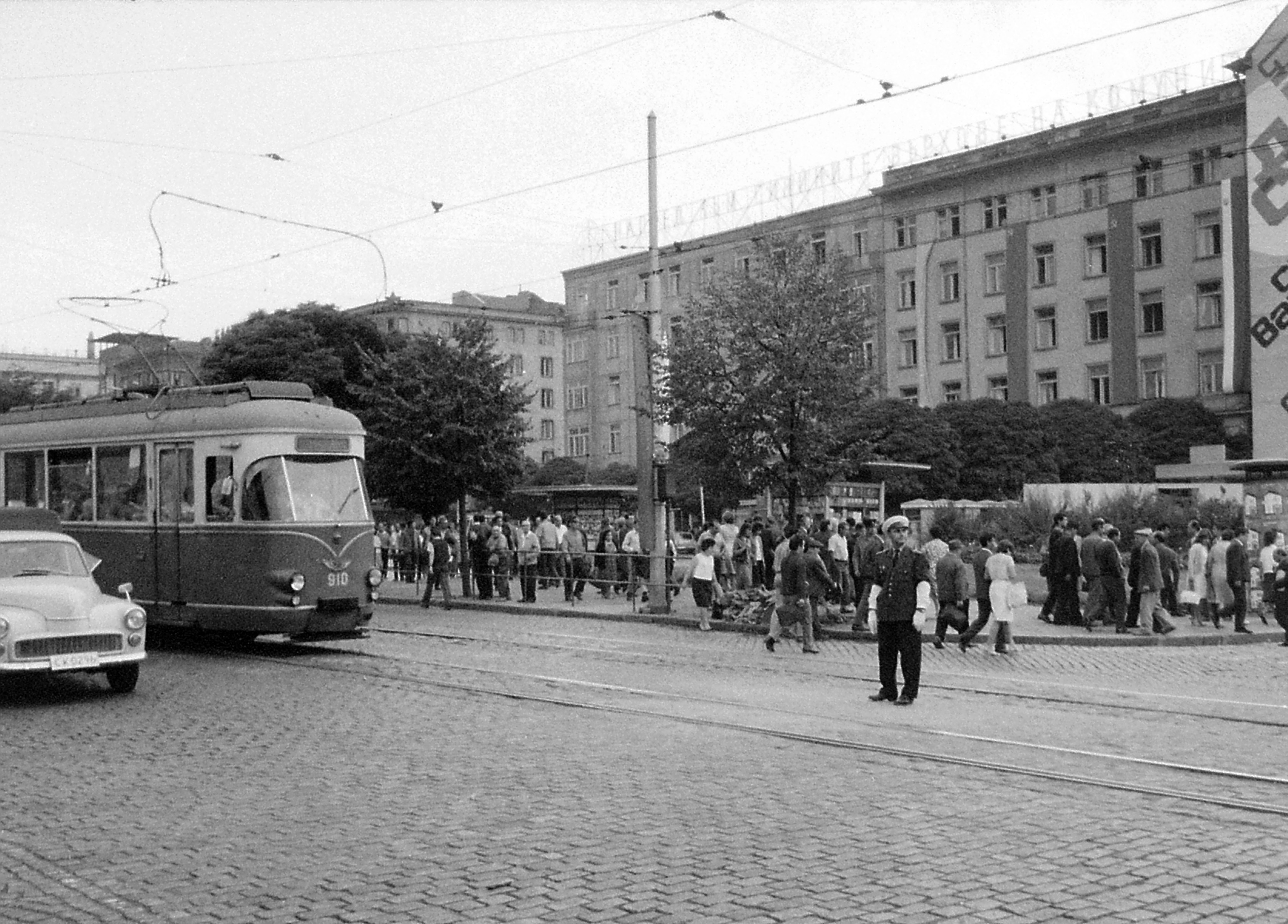
Софийская улица в 1966 году (на фото трамвай Трамкар Т6М-901).

Летом 1968 года здесь прошёл IX Всемирный фестиваль молодёжи и студентов. Также с 1968 года София является местом проведения международной книжной ярмарки.
Во второй половине XX века к Софии присоединились многие окрестные сёла, которые до этого были самостоятельными — Биримирци и Обрадовци в 1955 году, Княжево в 1958 году, Бояна, Враждебна, Врыбница, Горна Баня, Драгалевци, Дырвеница, Илиянци, Малашевци, Обеля, Орландовци, Симеоново и Слатина в 1961 году, Суходол, Требич и Филиповци в 1971 году, Ботунец, Горубляне, Кремиковци, Сеславци и Челопечене в 1978 году.
В 1979 году был построен 25-этажный отель «Родина» (на тот момент самое высокое здание в столице).
При коммунистическом режиме ряд самых знаковых улиц и площадей города были переименованы по идеологическим соображениям, а после 1989 года большинство прежних названий были возвращены. После смены социалистического строя наступил период роста частного строительства. Были построены новые современные здания, многие из них с участием иностранных инвесторов. В 2015 году было завершено строительство Capital Fort, расположенного на въезде в Софию со стороны бул. Цариградско шоссе, которое стало самым высоким зданием в Болгарии, сместив построенный четверть века назад отель «Родина».

## Физико-географическая характеристика
София находится у подножия северного склона горы Витоша, внутри Софийской котловины. Город известен с древних времён своими многочисленными минеральными и термальными источниками.

### Климат
София имеет влажный континентальный климат (Классификация климата Кёппена Dfb; Cfb если при −3 °C изотерм) со среднегодовой температурой 11,0 °C .
Зима относительно холодная и снежная. В самые холодные дни температура может опускаться ниже −15 °C , особенно в январе. Самая низкая зарегистрированная температура составляет −31,2 °C (16 января 1893 года) В среднем в Софии выпадает общий снегопад 98 см и 56 дней со снежным покровом Самой снежной зарегистрированной зимой был 1939/1940 год с общим снегопадом 169 см  Рекордная глубина снежного покрова составляет 57 см (25 декабря 2001 года). Самым холодным зарегистрированным годом был 1893 год со средней январской температурой −10,4 °C и годовой температурой 8,2 °C .
Лето довольно тёплое и солнечное. Летом город обычно остаётся немного прохладнее, чем другие части Болгарии, из-за его большей высоты. Однако город также подвержен аномальной жаре с высокими температурами, достигающими или превышающими 35 ° C в самые жаркие дни, особенно в июле и августе. Самая высокая зарегистрированная температура составляет 40,2 ° C (5 июля 2000 года).. Самым тёплым годом за всю историю наблюдений был 2024 с годовой температурой 12,5 градусов цельсия. Самым жарким зарегистрированным месяцем был июль 2012 года со средней температурой 24,8 ° C .
Весны и осень в Софии обычно короткие с переменной и динамичной погодой.
В городе выпадает среднее количество осадков 625,7 мм  в год, достигнув своего пика в конце весны и начале лета, когда грозы Они распространены. Самым сухим зарегистрированным годом был 2000 год с общим количеством осадков 304,6 мм , в то время как самым влажным годом за всю историю наблюдений был 2014 год с общим количеством осадков 1066,6 мм .
| Показатель                    | Янв.  | Фев. | Март | Апр. | Май  | Июнь | Июль | Авг. | Сен. | Окт. | Нояб. | Дек.  | Год   |
| ----------------------------- | ----- | ---- | ---- | ---- | ---- | ---- | ---- | ---- | ---- | ---- | ----- | ----- | ----- |
| Абсолютный максимум, °C       | 18,0  | 22,2 | 31,0 | 30,6 | 34,1 | 38,0 | 41,0 | 39,4 | 37,1 | 33,9 | 25,8  | 21,3  | 41,0  |
| Средний суточный максимум, °C | 3,0   | 6,0  | 11,1 | 16,6 | 21,6 | 25,5 | 28,3 | 28,0 | 23,3 | 17,7 | 11,1  | 4,4   | 16,6  |
| Средняя температура, °C       | −0,5  | 1,6  | 6,0  | 11,1 | 15,5 | 19,5 | 21,6 | 21,0 | 16,8 | 11,4 | 6,0   | 0,8   | 11,0  |
| Средний суточный минимум, °C  | −4    | −2,5 | 1,6  | 5,6  | 10,1 | 13,3 | 15,5 | 15,4 | 11,2 | 6,7  | 2,2   | −2,4  | 6,0   |
| Абсолютный минимум, °C        | −31,2 | −25  | −18  | −6   | −2,2 | 1,4  | 4,0  | 3,5  | −2   | −6   | −15,3 | −21,1 | −31,2 |
| Норма осадков, мм             | 36    | 35,3 | 45,5 | 52   | 73   | 81,6 | 64,6 | 53,1 | 52,2 | 54   | 38    | 40    | 625   |
| Источник: worldweather.org    |       |      |      |      |      |      |      |      |      |      |       |       |       |

## Население
В городской области Софии проживает 1 501 402 человека по данным текущего статистического учёта на 15 июня 2020 года. В то время непосредственно в городе проживает 1 410 496 жителей (включая и кварталы как Горубляне, Кремиковци и другие, данные о которых показаны отдельно в таблице, но тем не менее являются кварталами Софии). Однако, учитывая временных и незарегистрированных жителей, наличное население города составляет от 1,5 до 1,8 млн по разным оценкам.
По данным НСИ 2012 года, в Софийской области, или в городском округе Софии (София-град), живёт 1 301 683 человека, в том числе 621 156 мужчин (47,5 %), и 680 527 женщин (52,5 %), то есть на 1000 мужчин приходится 1106 женщин. В Софии живёт 1 212 935 человек, 577 355 мужчин и 635 580 женщин. По данным 2001 года, наибольший район — Люлин (110 117 жителей), затем — Младост (95 877 жителей), Подуяне (75 312 жителей) и Красное село (72 773 жителя). Преобладающая возрастная группа — между 18 и 64 годами (790 180 человек), затем — до 18 лет (201 202 человека), более 65 лет — 183 049 человек.
Численность населения ниже дана в тысячах.
| 1870 | 1880 | 1887 | 1892 | 1900 | 1905 | 1910  | 1920 | 1926 | 1934  | 1939 | 1946  | 1956  | 1965  | 1975    | 1985    | 1992    | 2001    | 2005    | 2009    | 2011    | 2013    | 2019    |
| ---- | ---- | ---- | ---- | ---- | ---- | ----- | ---- | ---- | ----- | ---- | ----- | ----- | ----- | ------- | ------- | ------- | ------- | ------- | ------- | ------- | ------- | ------- |
| 19   | 20,5 | 30,5 | 46,6 | 68   | 82,6 | 102,8 | 154  | 213  | 287,1 | 401  | 530,2 | 725,8 | 894,6 | 1 066,3 | 1 201,7 | 1 190,1 | 1 170,8 | 1 231,6 | 1 249,8 | 1 291,6 | 1 309,6 | 1 478,3 |

## Власть

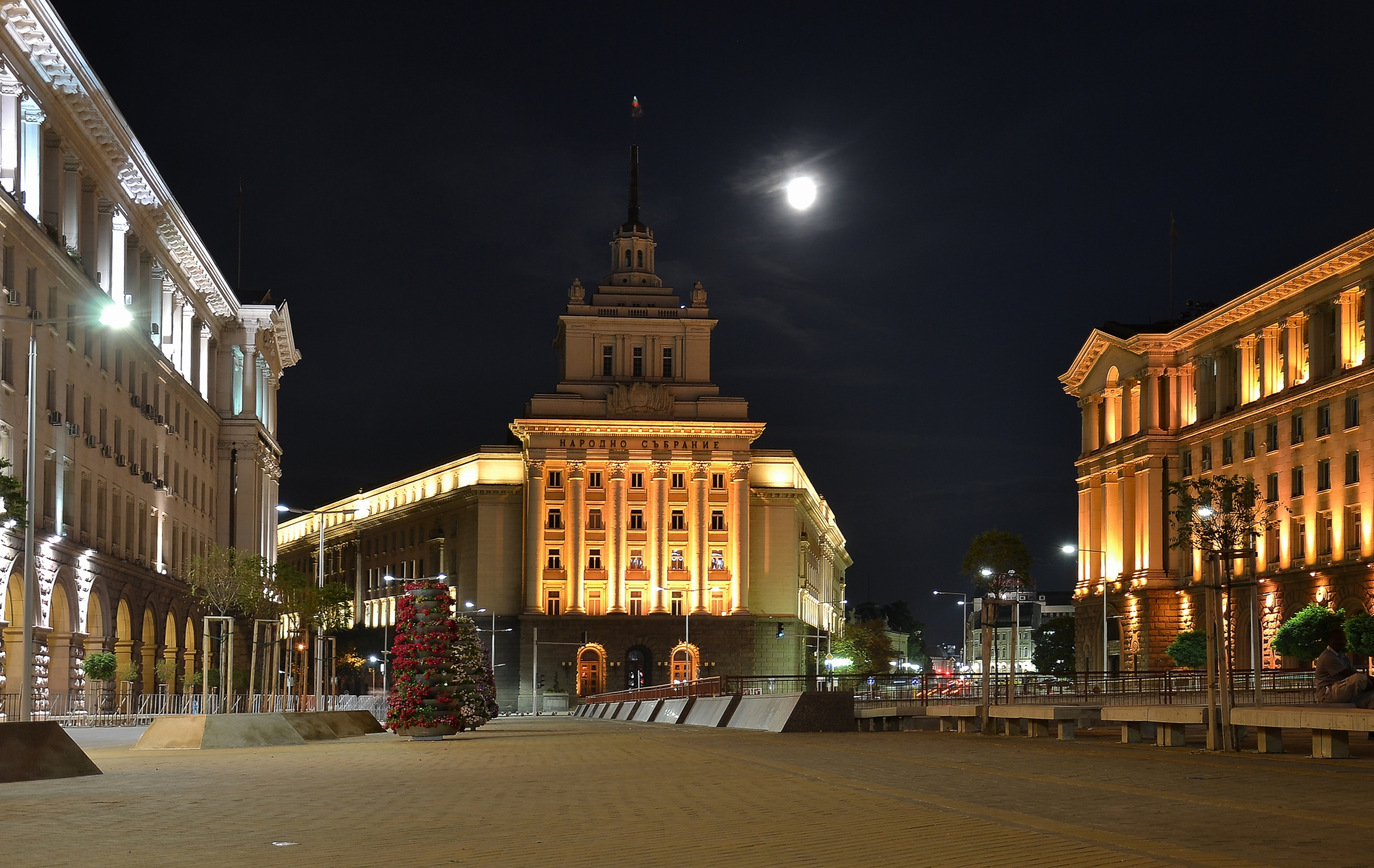
«Треугольник власти» ночью

Кмет (мэр) общины Столична — Васил Александров Терзиев по результатам выборов мэра 6 ноября 2023 года.

### Национальные учреждения

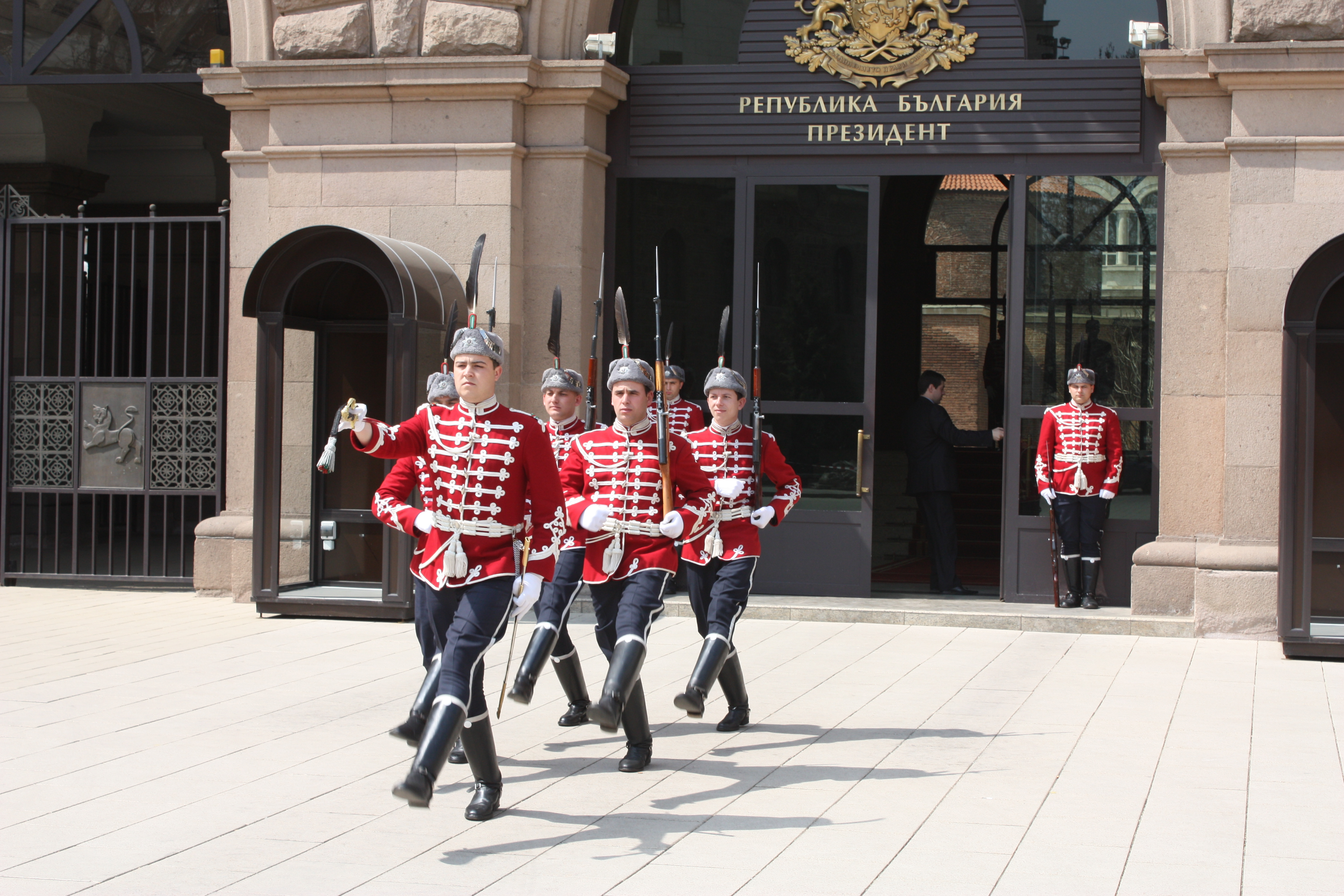
Смена караула у президентского дворца в Софии

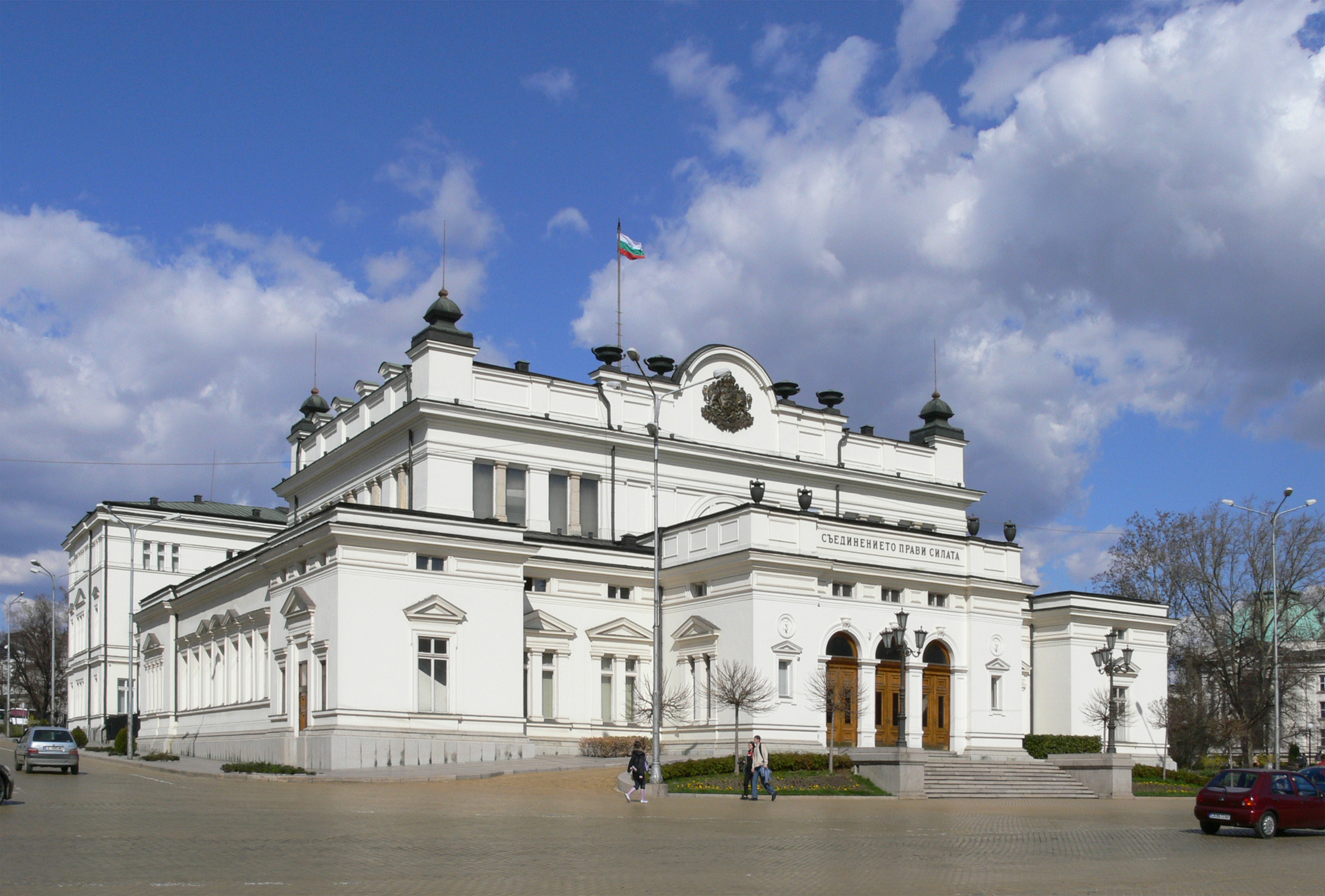
Народное собрание Болгарии

В Софии сосредоточены все органы государственной власти — законодательные, исполнительные и судебные. В центре столицы находятся здания Национального собрания, Президентский дворец, Совета министров и всех министерств. В городе также находятся все высшие учреждения судебной власти — Верховный кассационный суд, Высший административный суд, Высший судебный совет, Генеральная прокуратура. Имеются также другие национальные учреждения (Конституционный суд, Национальный статистический институт, Главное управление автомобильных дорог и др.), ряд экономических учреждений (Болгарская торговая палата и др.), а также органы, основной задачей которых является осуществление реформы, проводимые в стране (Агентство по приватизации, Агентство по массовой приватизации, Агентство по иностранным инвестициям и др.).

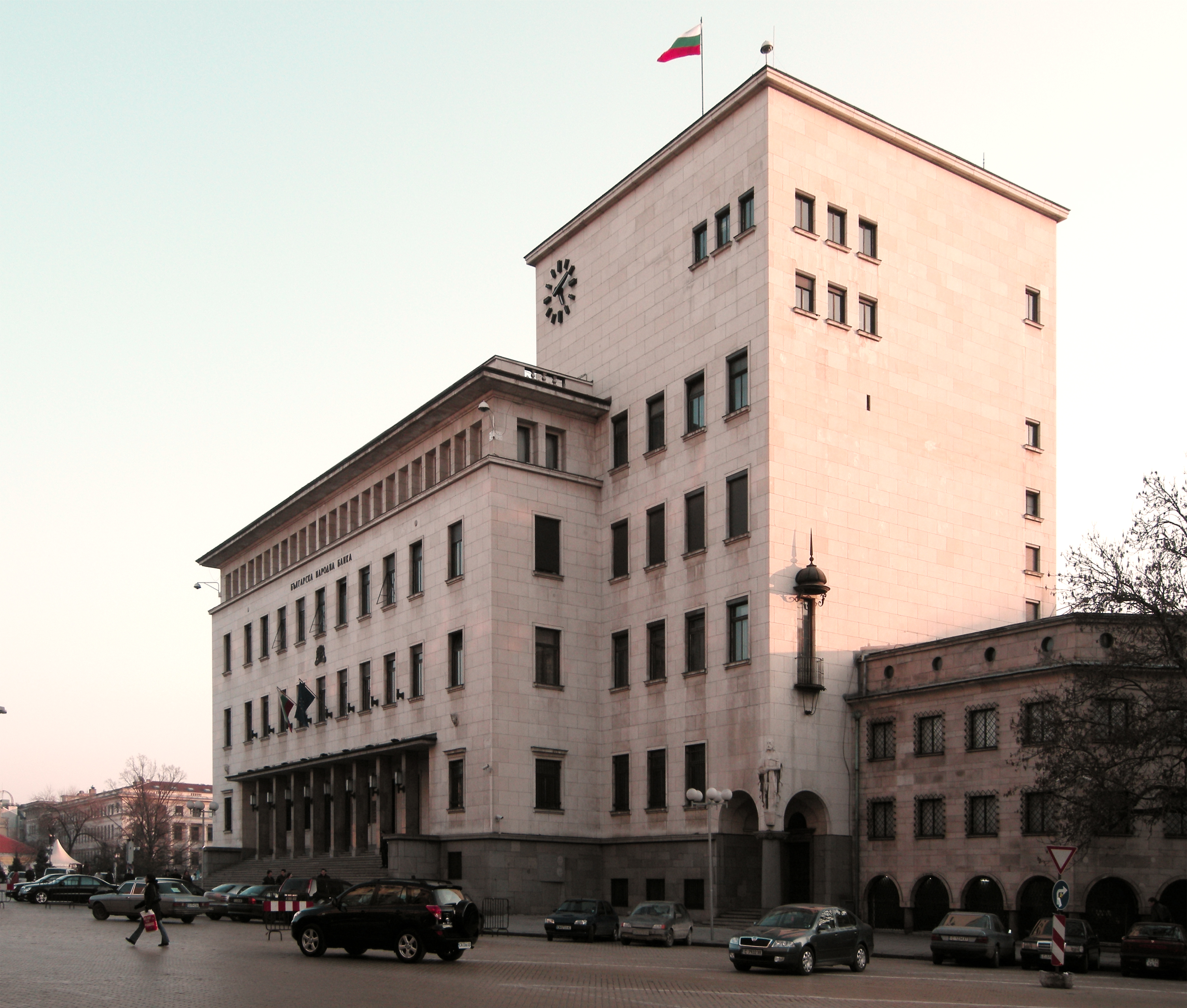
Здание Болгарского народного банка

В Софии находятся штаб-квартиры Болгарского народного банка, большинства местных и международных банков страны, штаб-квартиры многих неправительственных организаций, фондов и т. д. Здесь расположены Священный Синод Болгарской Православной Церкви, Верховный Муфтиат мусульман Болгарии, Главный раввинат израильской конфессии, а также другие официально зарегистрированные конфессии. В столице находятся партийные штабы почти всех политических партий страны, основных профсоюзных организаций и т. д.
В связи с процессом интеграции Болгарии в Европейский Союз ряд правительственных и неправительственных организаций начали работу в этом направлении в Софии. После подписания договора о присоединении здесь развернули свою деятельность Совет ассоциации с ЕС и Представительство Европейской комиссии в Болгарии.

## Транспорт

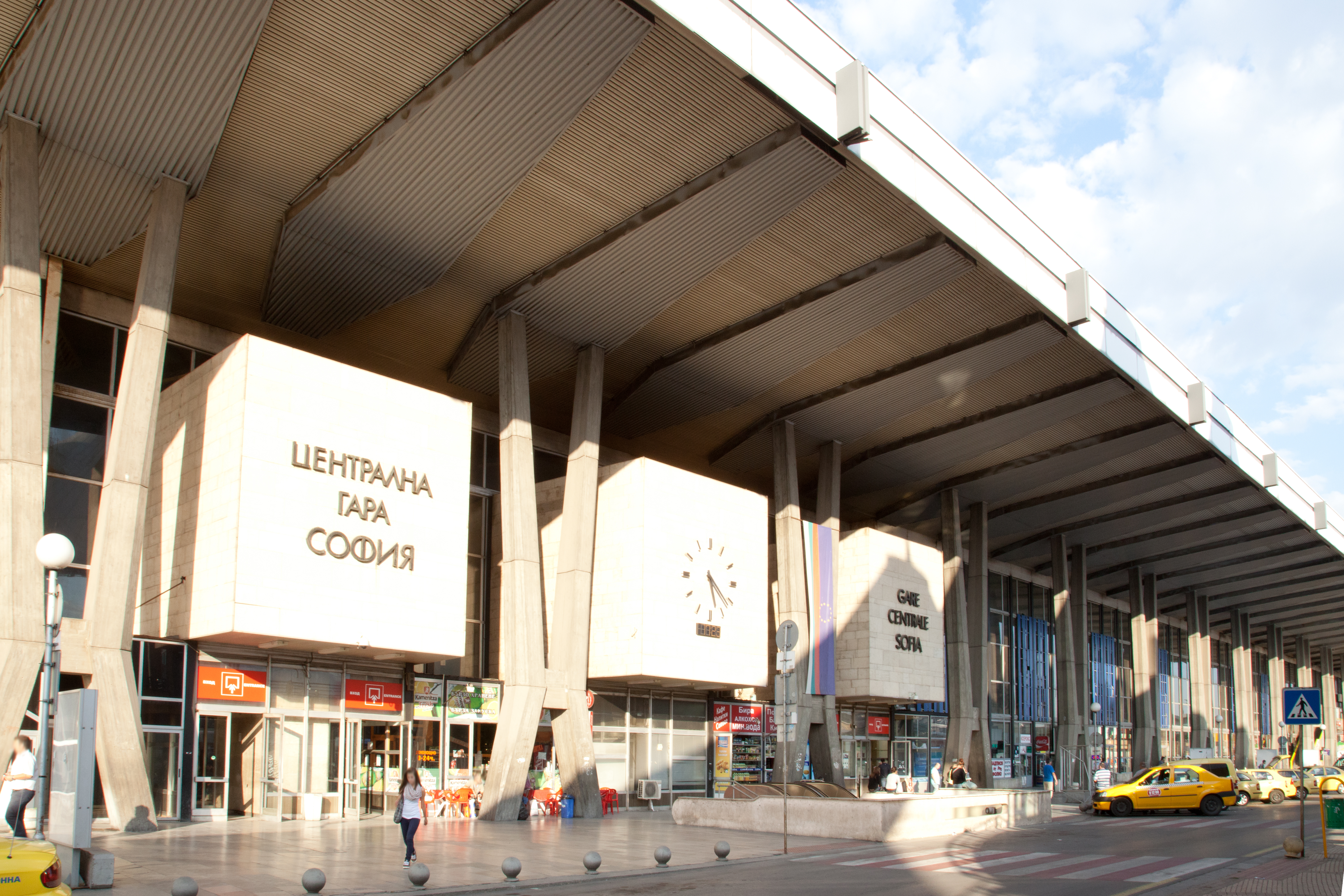
Центральный железнодорожный вокзал

София является наиболее важным железнодорожным узлом в стране; поезда отправляются из Софии в 5 направлениях. На территории города расположены 8 железнодорожных станций (Центральный железнодорожный вокзал, София-Север, Илиянци, Подуене, Искър, Захарна фабрика, Горна Баня и Надежда).
За период январь — июль 2004 года количество обслуженных пассажиров на Центральном ж/д вокзале составило 2 323 844, что составляет 11,8 % от общего числа пассажиров железнодорожного транспорта в стране. В Софии находится управление болгарских государственных железных дорог.

Софийский аэропорт

Воздушный транспорт представлен крупнейшим в стране аэропортом Софии и центром управления воздушным движением. В 2001 году началась модернизация аэропорта и строительство второго терминала. Всего в 2008 году было обслужено 3 230 696 пассажиров, что на 17,6 % больше, чем в 2007 году. В 2019 году через аэропорт прошли рекордные 7 107 096 пассажиров, что на 2 % больше, чем в 2018 году.
28 января 1998 года была пущена в эксплуатацию первая очередь Софийского метро из одной линии и 5 станций. По состоянию на май 2021 года общая протяжённость линий метрополитена в Софии составляет 52 км (4 линии, 47 станций).

В системе городского пассажирского транспорта действуют автобусы, троллейбусы, трамваи, маршрутные такси. На 2022 год в городе действуют 84 автобусных, 14 трамвайных и 16 троллейбусных маршрутов.

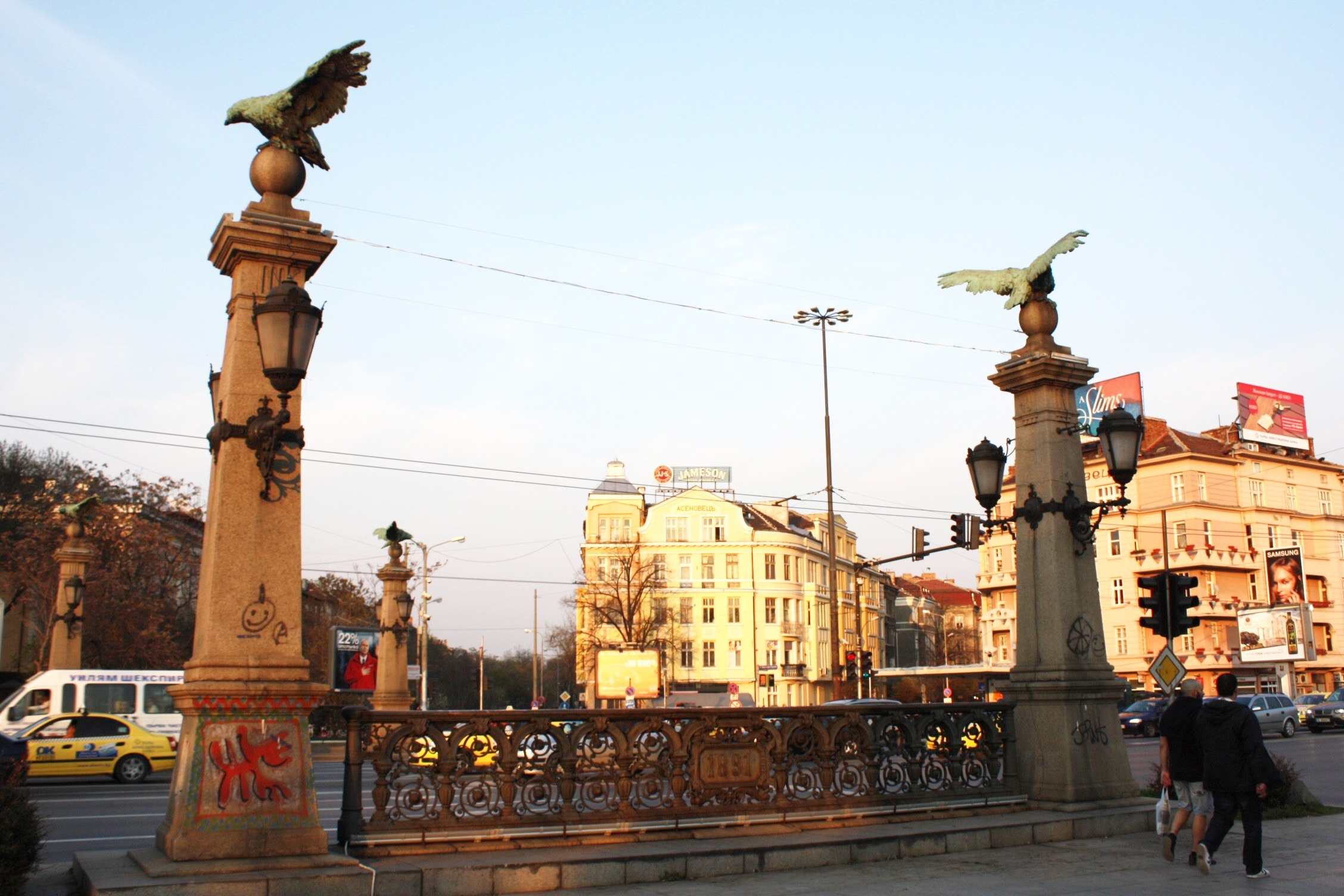
Орлов мост

Центральная часть города в часы пик перегружена из-за узких улиц, нерешённых проблем с парковкой и неэффективного регулирования дорожного движения.
4 июня 2004 года был открыт новый Центральный автовокзал.

### Мосты

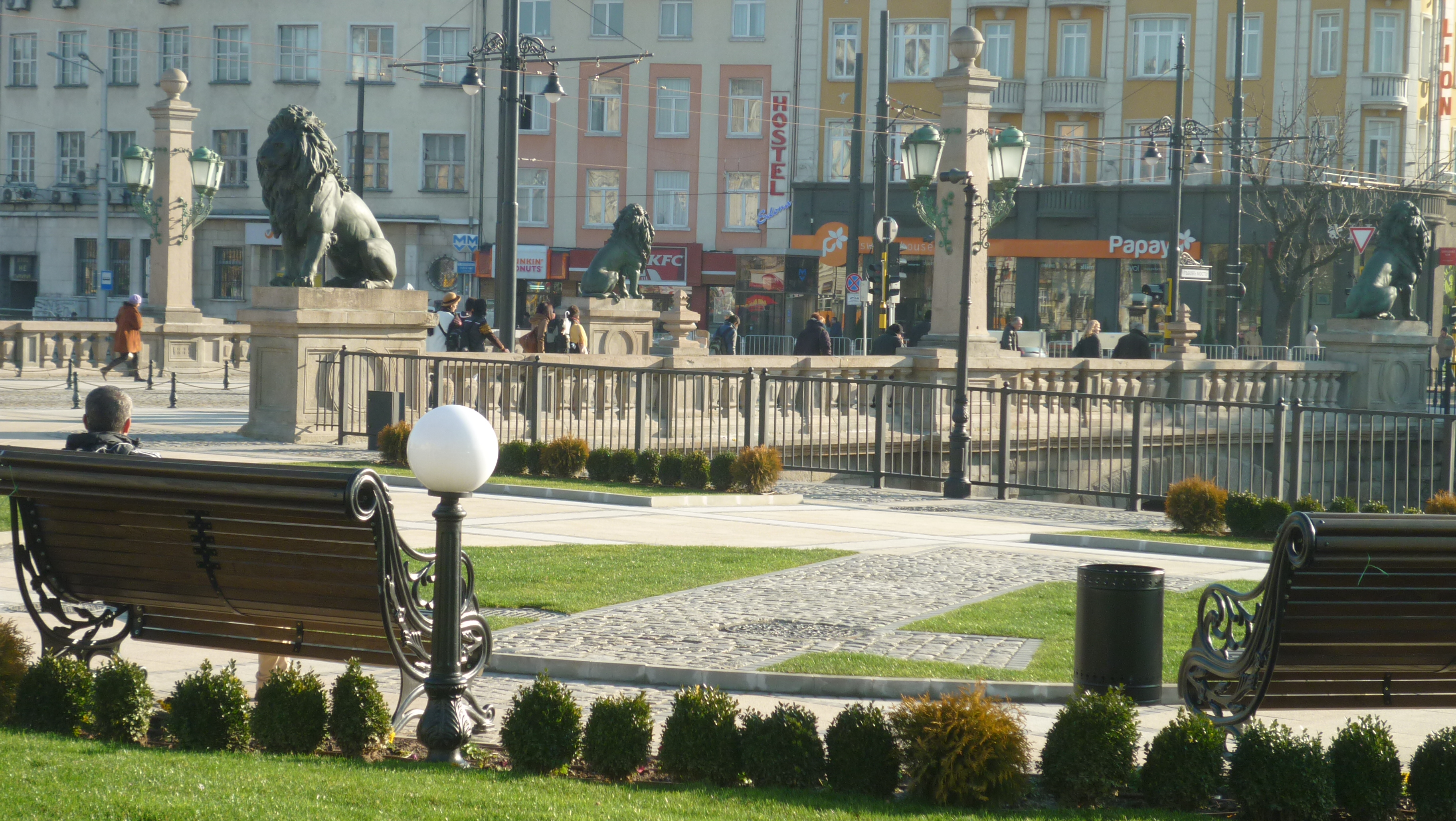
Львов мост

Два старейших и самых известных моста в Софии — Орлов мост и Львов мост.
Львов мост расположен недалеко от центра города, над рекой Владайской. Он был построен между 1889 и 1891 годами чешским архитектором Вацлавом Прошеком, его братом и двоюродными братьями, как часть памятника болгарам, убитым турками (4 льва символизируют 4 софийских книготорговцев, повешенных непосредственно перед освобождением).
Орлов мост тоже расположен в центре города, над рекой Перловской и на очень оживлённом перекрёстке. Он был построен в 1891 году, вскоре после того, как был построен Львов мост, в память о вернувшихся изгнанниках из Диярбекира, которых здесь приветствовали, и о тех, кто оставили свои кости там и в турецких застенках.

## Образование и наука

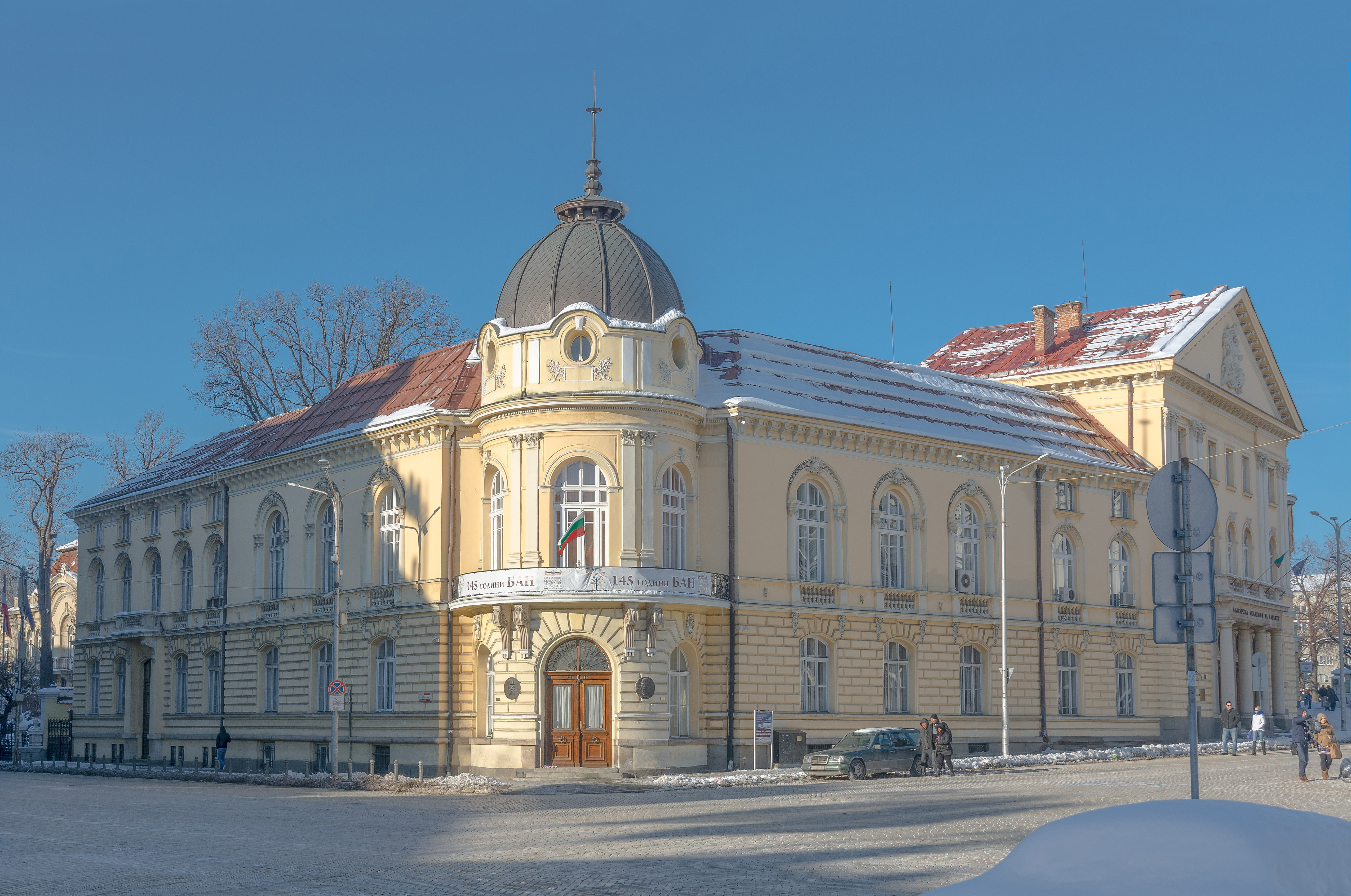
Академия наук Болгарии

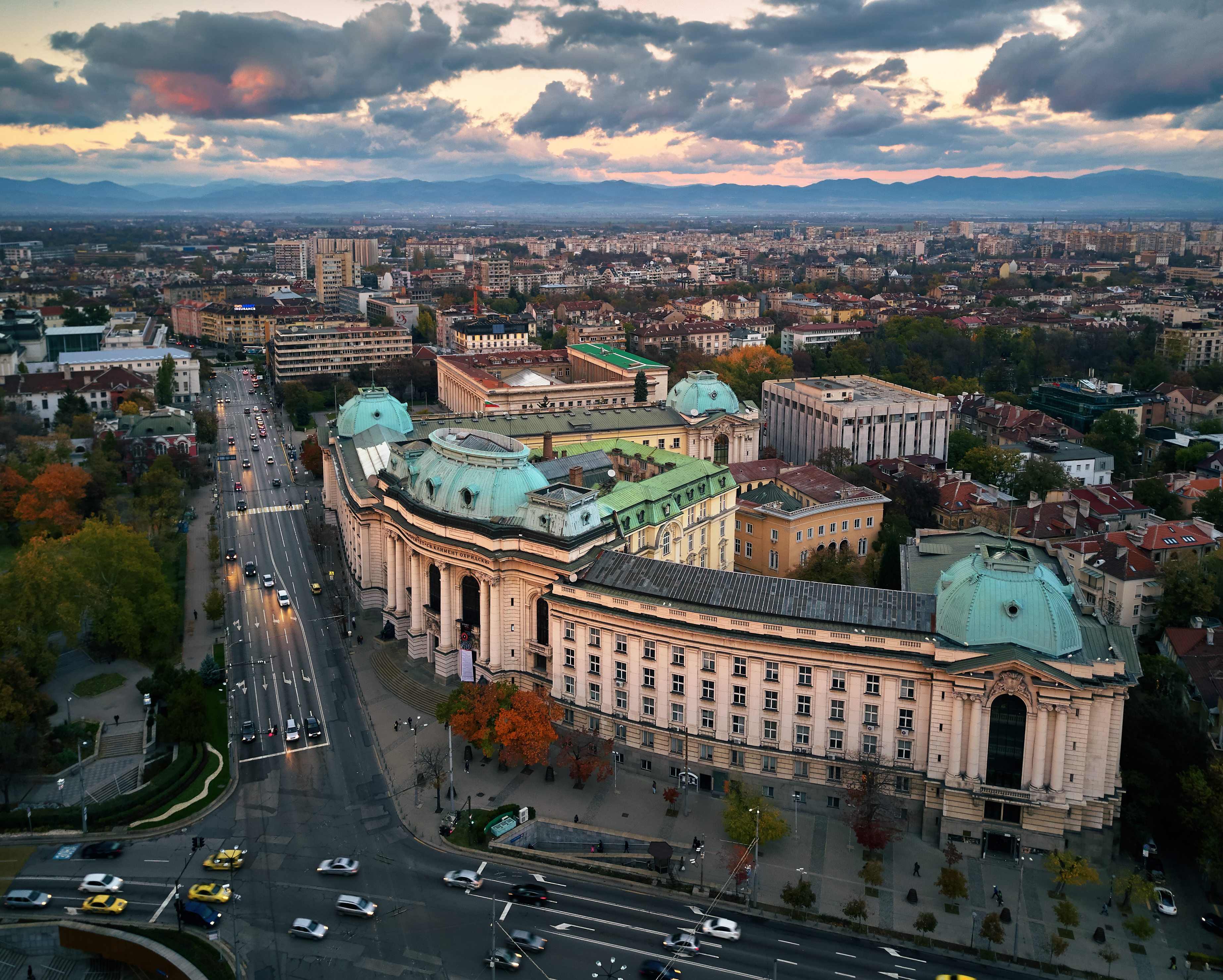
Софийский университет имени Св. Климента Охридского

### Высшие учебные заведения
- Софийский университет имени Св. Климента Охридского
- Университет национального и мирового хозяйства
- Университет архитектуры, строительства и геодезии
- Технический университет — София[24]
- Химико-технологический и металлургический университет[25]
- Рудно-геологический университет «Св. Иван Рылски»[26]
- Лесотехнический университет[27]
- Медицинский университет
- Государственная академия бизнеса «Димитр Ценов»[28]
- Национальная спортивная академия имени «Васил Левски»[29]
- Национальная академия театрального и киноискусства имени «Кр. Сарафов»[30]
- Болгарская национальная художественная академия
- Государственная музыкальная академия имени проф. Панчо Владигерова
- Новый болгарский университет[31]
- Высшее строительное училище имени Л. Каравелова[32]
- Высшее транспортное училище имени Тодора Каблешкова[33]
- Академия Министерства внутренних дел[34]
- Военная академия имени Георгия Стойкова Раковского

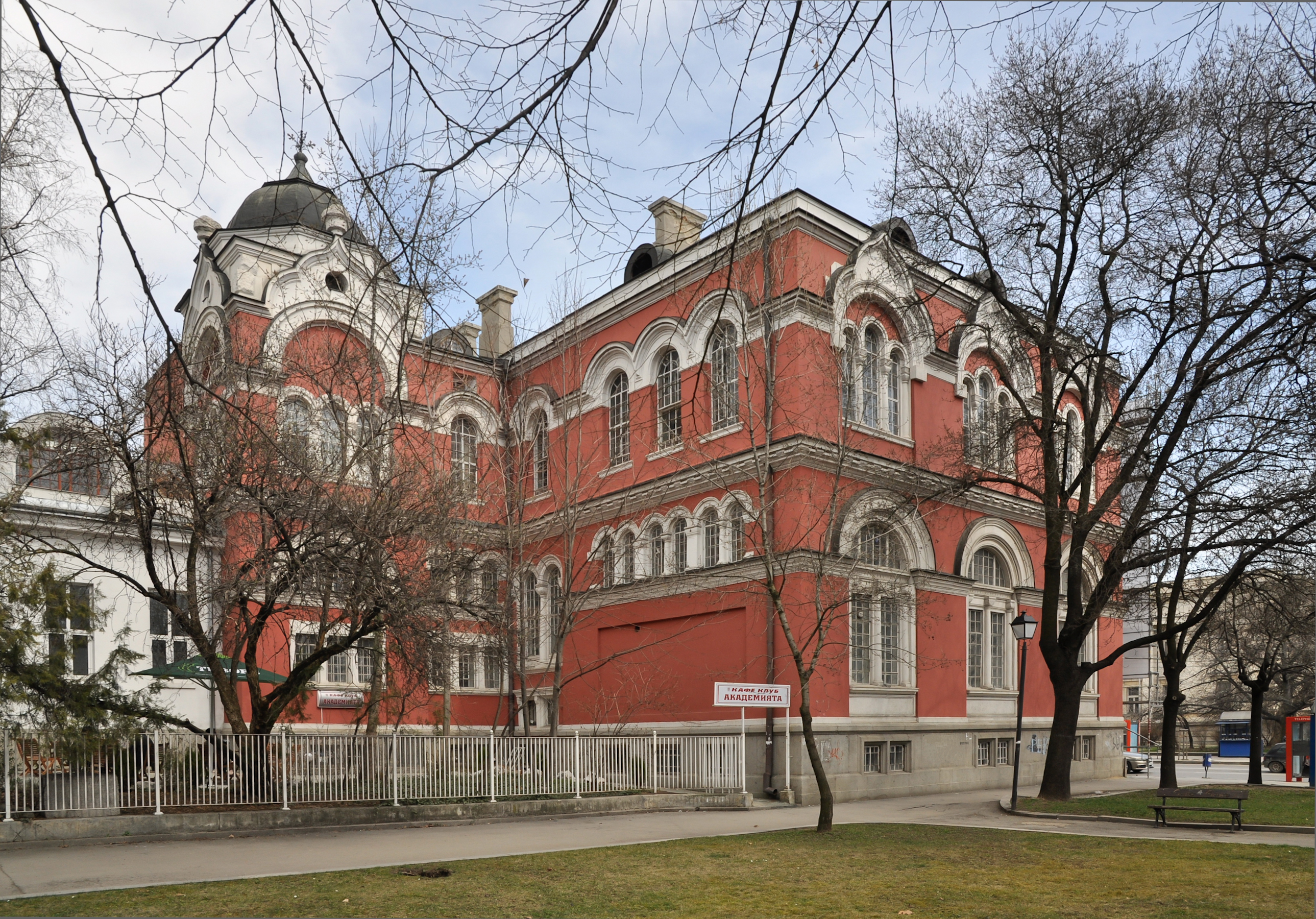
Болгарская национальная художественная академия

По состоянию на 6 февраля 2014 года в Софии действовало 239 детских садов — 176 муниципальных, 60 частных и 3 государственных. В городе 5 начальных (4 частных и 1 муниципальная), 77 начальных (65 муниципальных и 12 частных) и 187 средних школ (86 муниципальных, 61 частная и 40 государственных). Кроме того, имеется 13 специализированных школ — для детей с ограниченными возможностями здоровья и другие. Среди общеобразовательных школ 8 школ искусств, 22 профессиональных колледжа, 35 профессиональных лицеев, 25 профильных лицеев и 4 спортивные школы.
По состоянию на 2014 году 22 из 51 аккредитованного вуза в Болгарии расположены в Софии, в которых получают образование более 100 000 студентов. Среди них Софийский университет Св. Климента Охридского, старейший и крупнейший университет страны. Основанный 1 октября 1888 года, сегодня он имеет 16 факультетов, расположенных в нескольких комплексах в разных частях города, и обучает около 23 000 студентов и докторантов.
На юге Софии построен квартал Студенческий, которой является частью городского района Студентски.

## Спорт

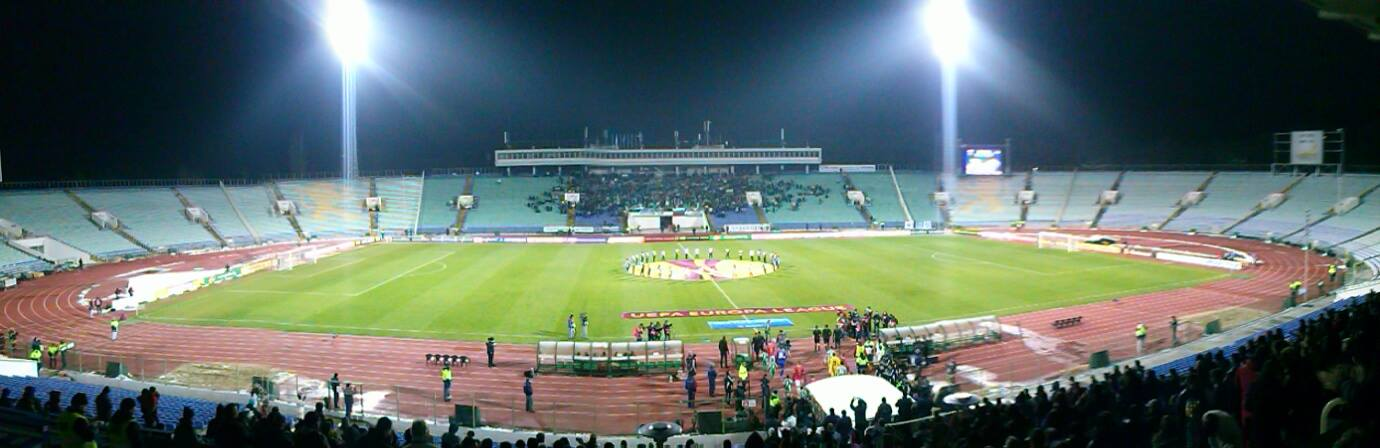
Национальный стадион «Васил Левски»

Многие спортивные мероприятия сосредоточены в городе София с большим количеством спортивных клубов. Самые популярные из них — футбольные клубы «Левски», «ЦСКА», «Локомотив» и «Славия». Хотя футбол является самым популярным видом спорта, баскетбол и волейбол также имеют давние традиции. В Болгарии нет сильных местных волейбольных клубов, но национальная сборная по волейболу входит в число мировых элит.
Другими популярными видами спорта являются теннис, бокс, стрельба и борьба.
София трижды подавала заявки на проведение зимних Олимпийских игр — 1992, 1994 и 2014 годов, однако во всех трёх случаях предпочтение было отдано соперникам столицы Болгарии — Альбервилю, Лиллехамеру и Сочи соответственно.
Здесь состоялись две летние Универсиады — в 1961 и 1977 годах, а также две зимние — в 1983 и 1989 годах.
В Софии есть много спортивных сооружений, которые дают возможность развивать и заниматься разными видами спорта:
- Стадионы: «Георгий Аспарухов», «Васил Левски», «Локомотив», «Болгарская армия», «Славия», «Академик» и «Септември»,
- Спортивные залы: «Христо Ботев», «Триадица», «Универсиада», «Фестивальна», Зимний Дворец Спорта, «Арена Армеец София»,
- Плавательные комплексы: бассейн «Диана», бассейн «Мария-Луиза», бассейн «Мадара», бассейн «Спартак», бассейн «Красное знамя», бассейн «БФС»,
- Гребные базы: Национальная гребная база «Средец»,
- Конноспортивные базы: Конноспортивная база Хан Аспарух,
- Ледовые дворцы — зимний Дворец спорта и зимний стадион Славия,
- Колодром.

## Культура

### Театры

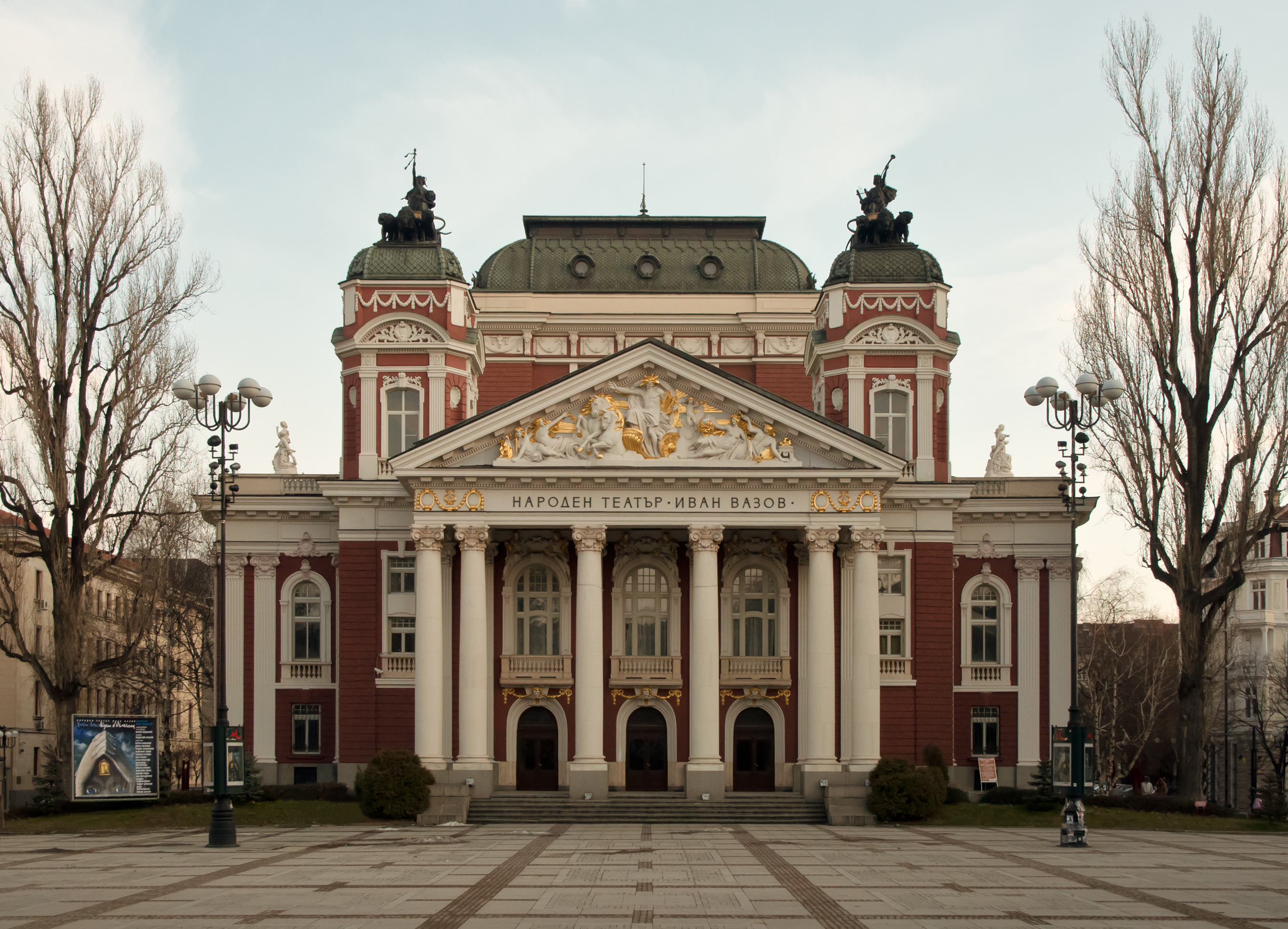
Национальный театр имени Ивана Вазова

- Национальный театр имени Ивана Вазова
- Болгарский национальный театр оперы и балета
- Театр Болгарской армии
- Государственный театр сатиры имени Алеко Константинова
- Молодёжный театр имени Николая Бинева

### Музеи
- Археологический институт и музей

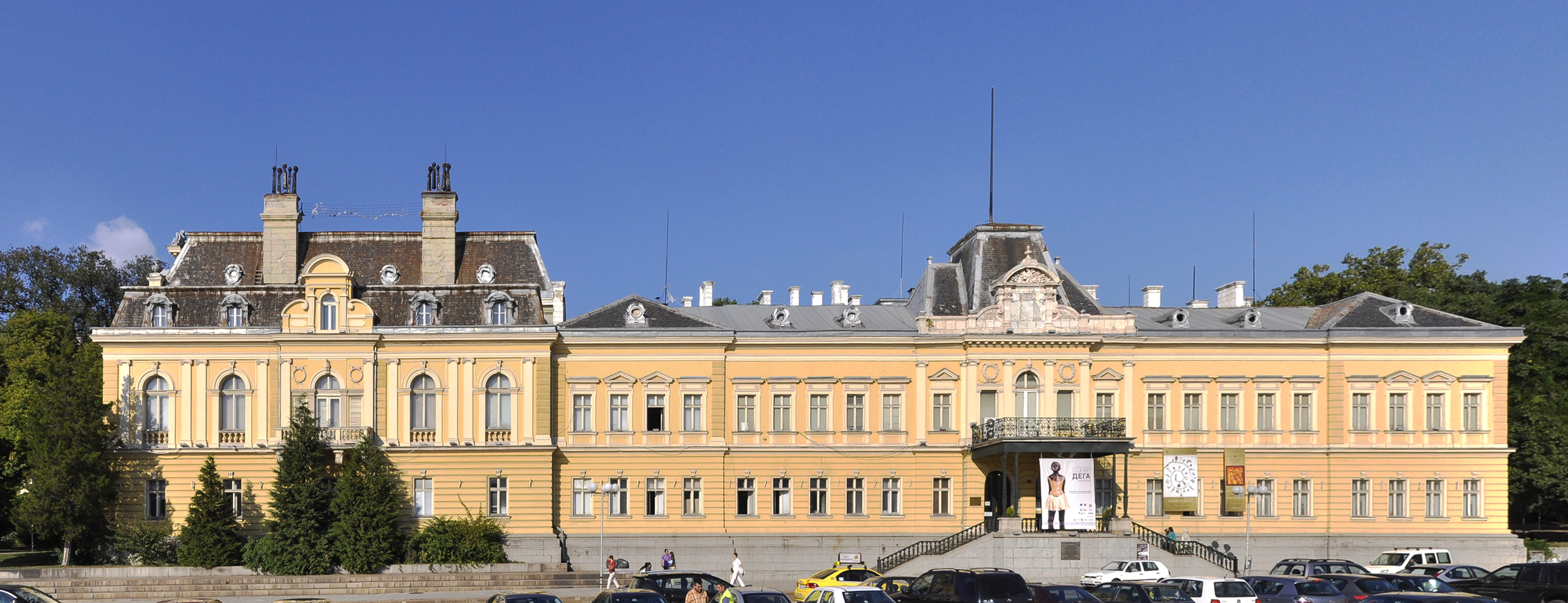
Национальная художественная галерея

- Музей истории физической культуры и спорта
- Музей социалистического искусства
- Национальный исторический музей Болгарии
- Национальный церковный историко-археологический музей
- Национальная художественная галерея Болгарии
- Национальный этнографический музей
- Национальный музей естественной истории
- Национальный музей «Земля и люди»
- Национальный музей естествознания
- Национальная галерея зарубежного искусства
- Национальный музей военной истории в Софии

## Религия
Подавляющее большинство верующих исповедует православное христианство, представленное автокефальной поместной Болгарской Православной Церковью. Её кафедральным собором является храм-памятник Александра Невского.
Ислам
Мечеть Баня Баши
Армянская апостольская церковь
- Кафедральный собор в честь Пресвятой Богородицы[35]

## Памятники культуры, музеи и туризм

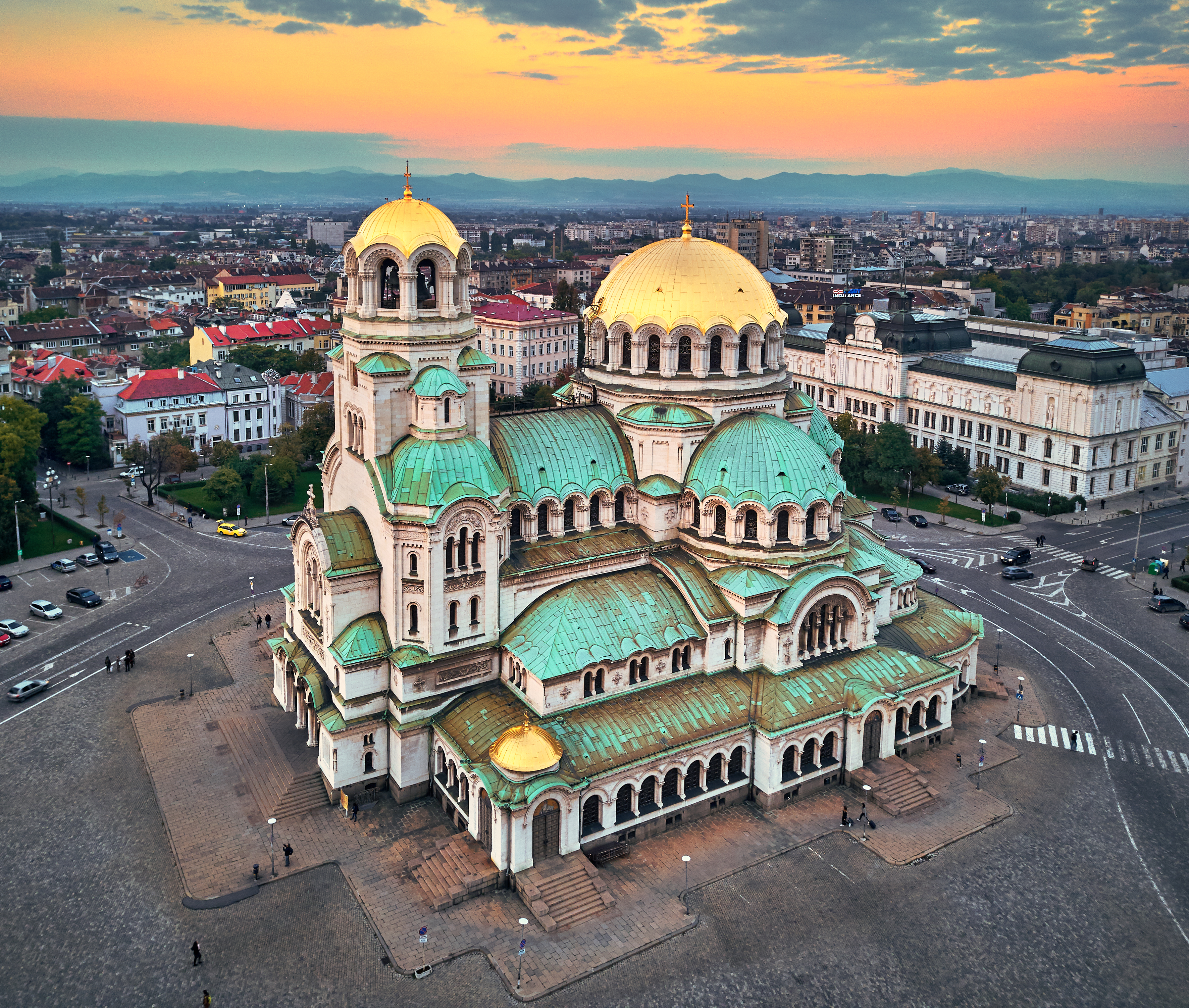
Храм-памятник Александра Невского — главный храм Болгарии

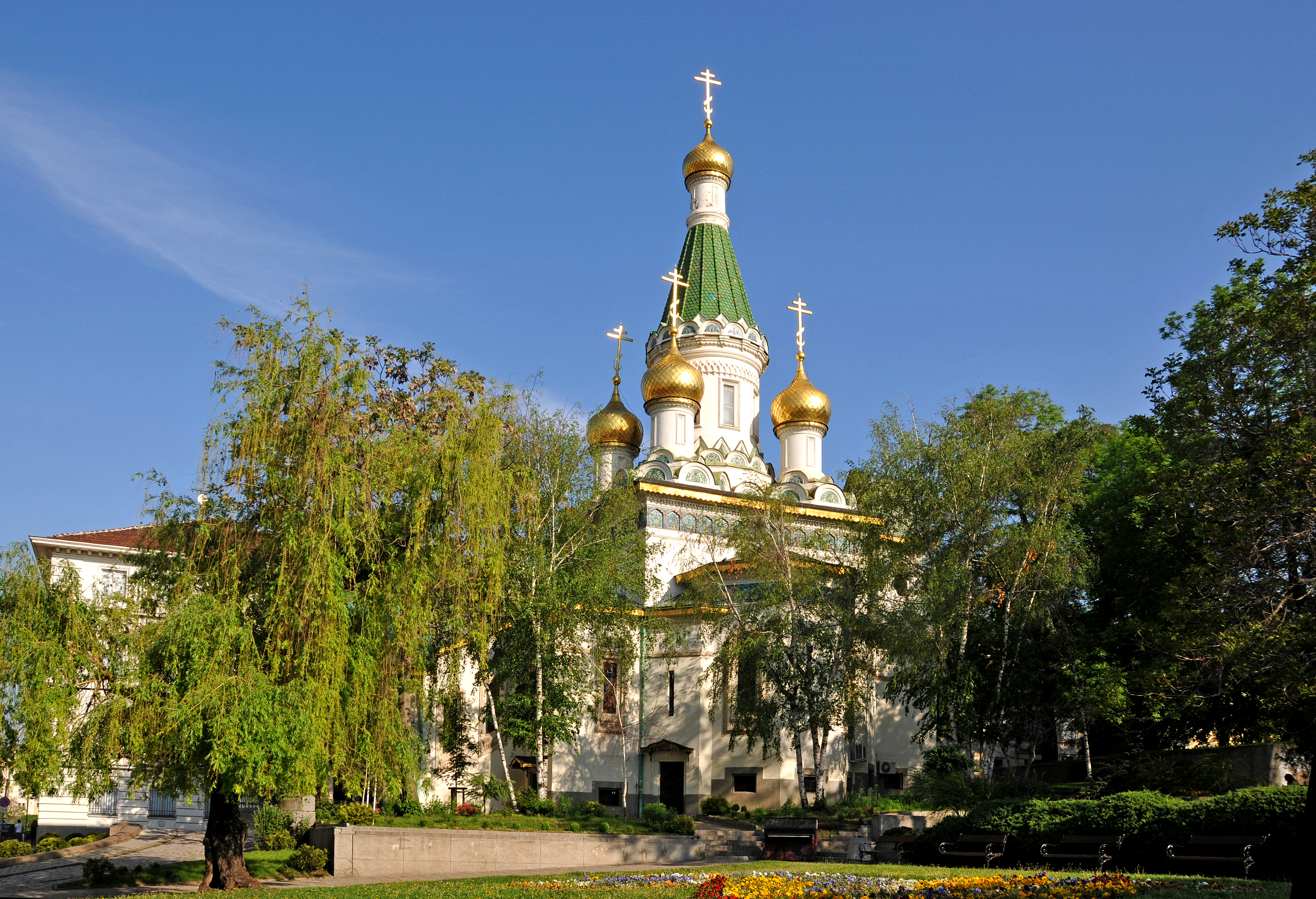
Русская церковь

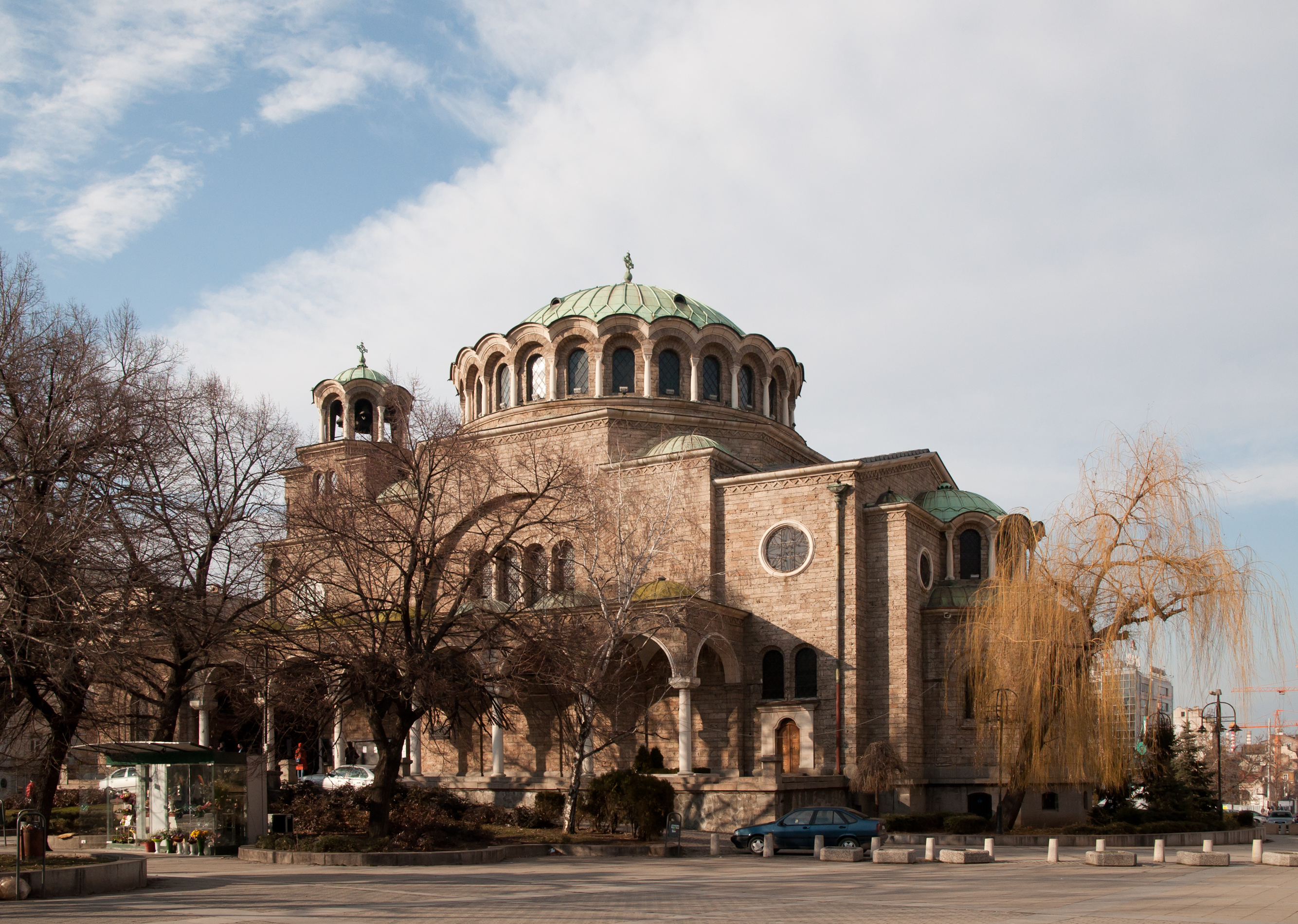
Собор Святой Недели

София является крупным туристическим центром Болгарии.
- Церковь святой Софии (VI век)
- Памятник А. С. Пушкину
- Ротонда Святого Георгия (IV век)
- Собор Святой Недели (София) (X век, вероятно)
- Боянская церковь (XI век)
- Чёрная мечеть (XVI век)
- Мечеть Баня Баши (XVI век)
- Храм-памятник Святого Александра Невского (1904—1912)
- Русская посольская церковь (1907—1914)
- Античная крепость Сердика
- Национальный исторический музей Болгарии
- Национальная художественная галерея Болгарии
- Драгалевский монастырь на горе Витоша
- Резиденция болгарских царей Врана
- Национальный церковный историко-археологический музей при «Святом синоде»
- Национальный дворец культуры[болг.]
- Памятник Царю-освободителю (Александру II)
- Этнографический институт и музей при БАН (Болгарской Академии Наук)
- Национальный естественнонаучный музей при БАН
- Археологический институт и музей при БАН
- На горе Витоша (2290 м) национальный парк Витоша и Боянский водопад, здесь практикуется туризм и треккинг, есть лыжные посты, соответствующие европейским стандартам
- На плотинах «Искар» и «Панчерево» практикуются парусный и гребной спорт и рыбалка
- Памятник русскому генералу И. В. Гурко. Открыт в марте 2013 года[36].

## Известные уроженцы
Известные уроженцы